# 斯洛伐克民族起义
斯洛伐克民族起义是第二次世界大战期间斯洛伐克人组织的一次抵抗纳粹德国和斯洛伐克法西斯统治的武装起义，参与这次起义的主要包括民主党人、社會民主黨人和共产党人。起义在1944年8月29日发起于班斯卡-比斯特里察，斯洛伐克起義空軍則以斯利亞奇機場作為的主要基地。起义者试图对抗駐守斯洛伐克的纳粹德国军队及斯洛伐克軍隊并推翻约瑟夫·蒂索领导的傀儡政权。虽然该次起义最后被镇压，但是后续的游击战一直持续到1945年苏联红军、捷克斯洛伐克军队、罗马尼亚军队将斯洛伐克法西斯政权打败。
战后，许多政治团体（主要包括共产党在内）试图“绑架”此次起义，使之归功在己方名下。后来的捷克斯洛伐克共产党政权宣传该起义是共产党军队发动的，而斯洛伐克的极端民族主义者则认为此次起义是针对斯洛伐克民族的一场阴谋，因为起义的目标之一是推翻斯洛伐克国、建立捷克斯洛伐克，从而使斯洛伐克人受制于捷克人。

## 背景

### 政治环境
1939年3月14日，在第三帝国的强大压力下，斯洛伐克议会宣布从捷克斯洛伐克共和国独立，并宣布成立斯洛伐克共和国。斯洛伐克在接下来的六年里的政治发展是由其作为第三帝国“保护国”的地位决定的。在1939年3月23日缔结的《保护条约》中，斯洛伐克努力与第三帝国“密切合作”实施其外交政策和军队建设，并在该国西部设立一个“保护区”，供德国国防军建立军事设施和驻军。在另外缔结的“经济和金融合作保密议定书”中，德国还确保了其对斯洛伐克经济的利益。作为回报，第三帝国努力“保护斯洛伐克国家的政治独立和领土完整”:259-261
然而，在国家成立时，斯洛伐克的独立还远未得到保障。独立后不久，当斯洛伐克被匈牙利军队入侵，随后不得不将斯洛伐克东部领土割让给霍尔蒂的匈牙利时，第三帝国在保护义务方面的灵活性变得显而易见。柏林在这场冲突中没有给予斯洛伐克任何保护，只是扮演了调解人的角色。事实上，在斯洛伐克国成立后的几个月里，德国领导层仍然不清楚其是否继续存在，并将其视为与匈牙利和波兰谈判的筹码。由于只有德国政府才能保证独立国家的存在，因此斯洛伐克政客的日常秩序是良好的行为和顺从，以免危及第三帝国的保护。":11
斯洛伐克共和国由独裁的斯洛伐克人民党一党政权统治。历史学家有时将其归类为法西斯主义，或者——参照政府与天主教神职人员之间的密切关系——教权法西斯主义，但也简单地归类为极权主义或威权主义。1939年7月的斯洛伐克宪法更多地模仿了萨拉查的葡萄牙和陶尔斐斯的奥地利的宪法，而不是国家社会主义者的独裁统治。1939年至1942年，斯洛伐克的国内政治局势是由国家总统兼政党领袖约瑟夫·蒂索与总理兼外交部长沃伊捷赫·图卡之间的权力斗争决定的。图卡出于对国家社会主义的钦佩，与第三帝国建立了自愿的教学关系，而蒂索则努力保护斯洛伐克社会免受德国的影响。然而，作为回报，蒂索准备在经济领域进行合作，在军事上参与对波兰和苏联的战争，并驱逐斯洛伐克犹太人。1942年，通过引入领袖原则，蒂索得以推翻图卡及其激进党派，随后建立了总统独裁政权。:69
在国际政治舞台上，尽管主权有限，斯洛伐克国最初还是取得了一些承认。甚至在第二次世界大战开始之前，它就获得了18个国家的法律或事实上的承认，包括英国（事实上，1939年5月4日）和法国（事实上的，1939年7月14日）。1939年8月23日《苏德互不侵犯条约》签订后，苏联也很快在事实上和法律上予以承认。斯洛伐克国在其存在期间共得到27个国家的承认。
1940年萨尔斯堡会议的结果是，斯洛伐克与第三帝国的联系更加紧密。1940年11月，斯洛伐克加入轴心国，导致斯洛伐克于1941年6月对苏联宣战，并于1941年12月对英国和美国宣战。由于对第三帝国的支持，斯洛伐克陷入了越来越大的国际孤立，并降低了其战后生存的可能性，特别是当同盟国在1941年将恢复捷克斯洛伐克作为其战时目标之一时。由于盟军在战后显然不会承认独立的斯洛伐克，问题不再是斯洛伐克是否会再次成为捷克斯洛伐克的一部分，而只是在什么条件下。:203

### 协作机制

自治斯洛伐克和斯洛伐克共和国（1939-1945）的国旗

自1925年以来，执政党人民党（赫林卡）已经是斯洛伐克最强大的政治力量，但在捷克斯洛伐克，他们从未获得超过三分之一的斯洛伐克选票。1938年秋，他们接管了斯洛伐克自治政府，到1938年12月，实行一党专政，只剩下德国和匈牙利少数民族的政治代表。其他公民政党被迫与人民党统一，左翼和犹太政党被禁止。引入了新闻审查制度，并在伊拉瓦为实际或所谓的政权反对者设立了一个集中营。通过其组织——赫林卡卫队和赫林卡青年——它直接主导斯洛伐克的所有生活。斯洛伐克国的出现被许多人民党支持者视为斯洛伐克民族解放愿望的完成，尽管宪法存在缺陷和局限性。:11
斯洛伐克的大多数人也对其新国家持肯定的积极态度，至少在建国头几年是这样。与捷克保护国不同，斯洛伐克没有被德国占领，在国内和文化政策方面，它在很大程度上仍然是自治的。对公民自由的限制被认为是可以容忍的（该政权的暴行集中在犹太人口身上），经济从战争中受益匪浅。教育、科学和文化也得到了推动。直到1944年夏末，斯洛伐克的情况比中欧邻国要好。这就是为什么斯洛伐克政府可以依靠民众多年来对其措施的广泛宽容甚至认同:21-23。然而，新教教会的代表和成员尤其对政府不满。他们约占斯洛伐克人口的17%，传统上以捷克斯洛伐克人为导向，并感到被天主教主导的人民党政权视为二等公民。自1938年12月以来，斯洛伐克议会中只有四名路德教徒，只有一名新教徒，即国防部长费迪南德·察特洛什进入政府并继续担任人民党的主席。:22-23
斯洛伐克人民不满的原因是斯洛伐克与波兰和苏联等同为斯拉夫人国家进行了非常不受欢迎的战争，斯洛伐克带着自己的军队参加了这些战争，以及在斯洛伐克各部委设立了德国顾问职位，片面倾向于希特勒的德国和夸大的民族主义:21。后来，斯洛伐克政权对犹太人的政策也遭到了社会的普遍反对。:211940年萨尔茨堡会议后，图卡总理领导的人民党加强了激进派别，推动了所谓的“解决犹太问题”的快速激进化。1941年9月，政府颁布的《犹太法令》完成了从迄今为止对犹太问题的习惯宗教评估向种族评估的过渡，是欧洲最严厉的反犹主义法律之一。在图卡的倡议下，1942年3月至10月，三分之二的斯洛伐克犹太人（约5.8万人）被驱逐到德国灭绝营；其中，只有几百人幸存下来。:273
1942/43年冬天，战争形势开始对轴心国不利，斯洛伐克国内的动荡加剧。1943年，德国连续失利（斯大林格勒、库尔斯克、意大利退出战争）和德国即将全面战败的重大消息传到了全国。在红军胜利的印象下，也在纳粹战争罪行在苏联蔓延的消息的影响下，斯洛伐克社会掀起了一股亲俄和亲斯拉夫的浪潮。因此，在1944年春天，斯洛伐克表面上呈现出“和平绿洲”的形象，但内部各阶层人口都发生了根本性的变化和情绪的根本变化。然而，尽管民众中的反德情绪日益高涨，斯洛伐克的政治状况直到1944年中期才发生变化（由于欧洲所有战区发生的戏剧性事件），民族起义的条件已经具备。:44

### 抵抗组织和斯洛伐克民族委员会的成立
跟其他国家类似，斯洛伐克国内也有两个主要的政治抵抗运动团体——共产主义派和非共产主义派。其中捷克斯洛伐克共产党早在1938年被取缔，被迫转入地下。在斯洛伐克国成立之后，斯洛伐克共产党人建立了单独的斯洛伐克共产党（KSS）。捷克斯洛伐克共产党的领导层流亡到了莫斯科。
从一开始，斯洛伐克共产党人就是斯洛伐克的主要抵抗力量，因此受到的迫害最为严重:202。他们最初通过发表非法文章和协调罢工而变得活跃起来。他们对斯洛伐克独立和捷克斯洛伐克的态度经历了几次转变，并取决于莫斯科的官方政策。在1939年9月16日苏联承认斯洛伐克之前，党领导层赞成恢复捷克斯洛伐克，之后接受了斯洛伐克独立的想法。1940年后，斯洛伐克共产党再次将建立“斯洛伐克苏维埃共和国”作为其党纲。直到1941年斯大林承认爱德华·贝奈斯的捷克斯洛伐克流亡政府时，斯洛伐克共产党才接受捷克斯洛伐克的复辟，但要求其联邦化。:202
公民和社会民主抵抗运动与捷克斯洛伐克外国运动有联系，并与保护国的捷克抵抗运动建立了联系。1939年3月斯洛伐克独立后，忠于捷克斯洛伐克和贝奈斯的公务员和政客组成了抵抗组织。他们从军队和政界召集知识分子，帮助来自波希米亚和摩拉维亚保护国的捷克难民（主要是公务员和抵抗战士）通过斯洛伐克逃往巴尔干半岛，然后逃往西方。所有这些团体都拒绝了斯洛伐克独立的想法，并主张恢复捷克斯洛伐克:43。
非共产主义抵抗团体中最重要的是斯洛伐克的农民党人（斯洛伐克农民和农人共和党，RSZML），其中大多数是新教徒。然而，由于流亡政府坚持捷克斯洛伐克国家统一的理念，斯洛伐克农民党人和贝奈斯之间的关系是复杂的——这一立场是农业党人无法接受的:202。斯洛伐克的农业党人在重建捷克斯洛伐克的思想中不再重视布拉格集中制和统一的捷克斯洛伐克国家。他们中的大多数人赞成尊重斯洛伐克的民族自治，他们还从中得出了斯洛伐克根据国家法律地位的适当变化。:25
1943年之前，由于目标不同、缺乏协调和民众不接受，抵抗团体之间没有计划的合作。正是由于捷克斯洛伐克流亡政府与苏联之间的和解，以及战争的进程，增加了苏联在中东欧的影响力，斯洛伐克抵抗运动也开始发生变化。1943年，古斯塔夫·胡萨克领导的年轻一代共产党人和扬·乌尔西尼领导的年轻农民党人开始谈判一项共同纲领。1943年12月，“社会主义阵营”（共产党人和社会民主党人）和“公民阵营”（主要是农民党人）达成了“圣诞协议”。他们同意发动起义，并成立一个“斯洛伐克民族委员会”，作为非法抵抗的最高机构，由三名共产党人（古斯塔夫·胡萨克、拉迪斯拉夫·诺沃麦斯基、卡罗尔·什米德克）和三名非共产党人（扬·乌尔西尼、约瑟夫·莱特里希、马泰伊·约斯科）组成。双方同意与蒂索政权和德国统治作斗争，并将捷克斯洛伐克重建为两个民族国家的民主联邦，捷克人和斯洛伐克人将作为平等伙伴生活在其中。此外，还寻求与苏联的政治和解。:203-204

### 斯洛伐克军队和戈利安的军事指挥所
反对派代表明确表示，没有军队，任何政变或起义的实现都是不可想象的。从这个角度来看，将军和军官团的参与对行动的成功起着决定性的作用。斯洛伐克军队是从旧捷克斯洛伐克军队的废墟中建立的，由于捷克的统治，很少有斯洛伐克人晋升为军官。斯洛伐克军官团成立于1939年至1942年间，当时捷克、匈牙利或喀尔巴阡山乌克兰国籍的士兵已经复员。费迪南德·察特洛什在建立军队方面发挥了核心作用，他在独立的斯洛伐克成立后成为将军、国防部长和总司令。:14
然而，斯洛伐克军队并没有成为人民党政权可靠的权力支柱。总的来说，斯洛伐克军队以西方为导向，前捷克斯洛伐克军官受到了第一共和国民主传统精神的教育。共产主义和对苏联的倾向被拒绝，共产党对军队、警察和宪兵几乎没有影响力。:14斯洛伐克军队正式独立，但斯洛伐克政权不得不放弃重要的组织领域，特别是1939年的《军事经济条约》和1943年德国工业委员会的成立。斯洛伐克政客屈服于德国的压力，参与了对波兰的入侵，尤其是因为他们预计这将防止领土进一步割让给匈牙利，此外，他们将能够夺回因1938年《慕尼黑协定》而失去给波兰的领土。所有政治阵营都认为与德国人一起攻击关系密切的波兰是令人厌恶的，斯洛伐克士兵在许多斯洛伐克城镇发动了叛乱。
1941年对苏联宣战后，一支6万人的军队被派往东线。直到1943年春天，斯洛伐克部队的可靠性在德国人眼中一直令人满意；1942年，叛逃到苏联红军或游击队的斯洛伐克士兵不超过210人。然而，从1943年初开始，在斯大林格勒惨败之后，斯洛伐克叛逃者的数量急剧增加。1943年10月，斯洛伐克军队两次大规模叛逃到苏联和乌克兰游击队，事实证明，斯洛伐克部队在德国东线的进一步作战行动中毫无用处。:46-49
东线斯洛伐克士兵的例子，但最重要的是整个军事政治局势和斯洛伐克的局势导致了斯洛伐克军队干部之间的深刻分化。表面上，斯洛伐克军队仍然忠于蒂索政府，但充斥着不满的军官和士兵。军队中最活跃和最有影响力的抵抗组织由四名军官组成，其中包括扬·戈利安中校:178-179，他于1944年1月被调到班斯卡-比斯特里察的野战军司令部，在那里担任参谋长的暴露职位。在斯洛伐克军队中的这一职位为戈利安在驻军中形成阴谋网络提供了巨大的机会。在此背景下，1944年3月，流亡总统贝奈斯委托戈利安临时领导斯洛伐克的军事行动:185-186。
在戈利安被贝奈斯任命后，非法的斯洛伐克民族委员会立即采取措施，将他争取到自己的平台上。:186通过与军队联系以及从属于戈利安的亲民主军官团体，斯洛伐克民族委员会最终战胜了其他反对派政治团体。:86

### 起义计划和外交
1944年4月27日非法军事总部成立后，起义筹备的主动权完全从斯洛伐克民族委员会转移到斯洛伐克军队。:89-90由于戈利安自1944年1月以来一直与班斯卡-比斯特里察联系在一起，班斯卡-比斯特里察野战军的指挥在随后的起义准备中脱颖而出。:185-186军事总部现在开始为1944年5月、6月和7月的武装起义做一切必要的准备。有必要为领导指挥所和参谋部配备可靠的军官，并在发生起义时为部队发布一般指导方针。决定将强大的部队集中在斯洛伐克中部的班斯卡-比斯特里察、布雷兹诺、兹沃伦三角地带。这是一个他们认为无论如何都可以控制的地区，但它也非常适合在不被注意的情况下部署军事行动:90。

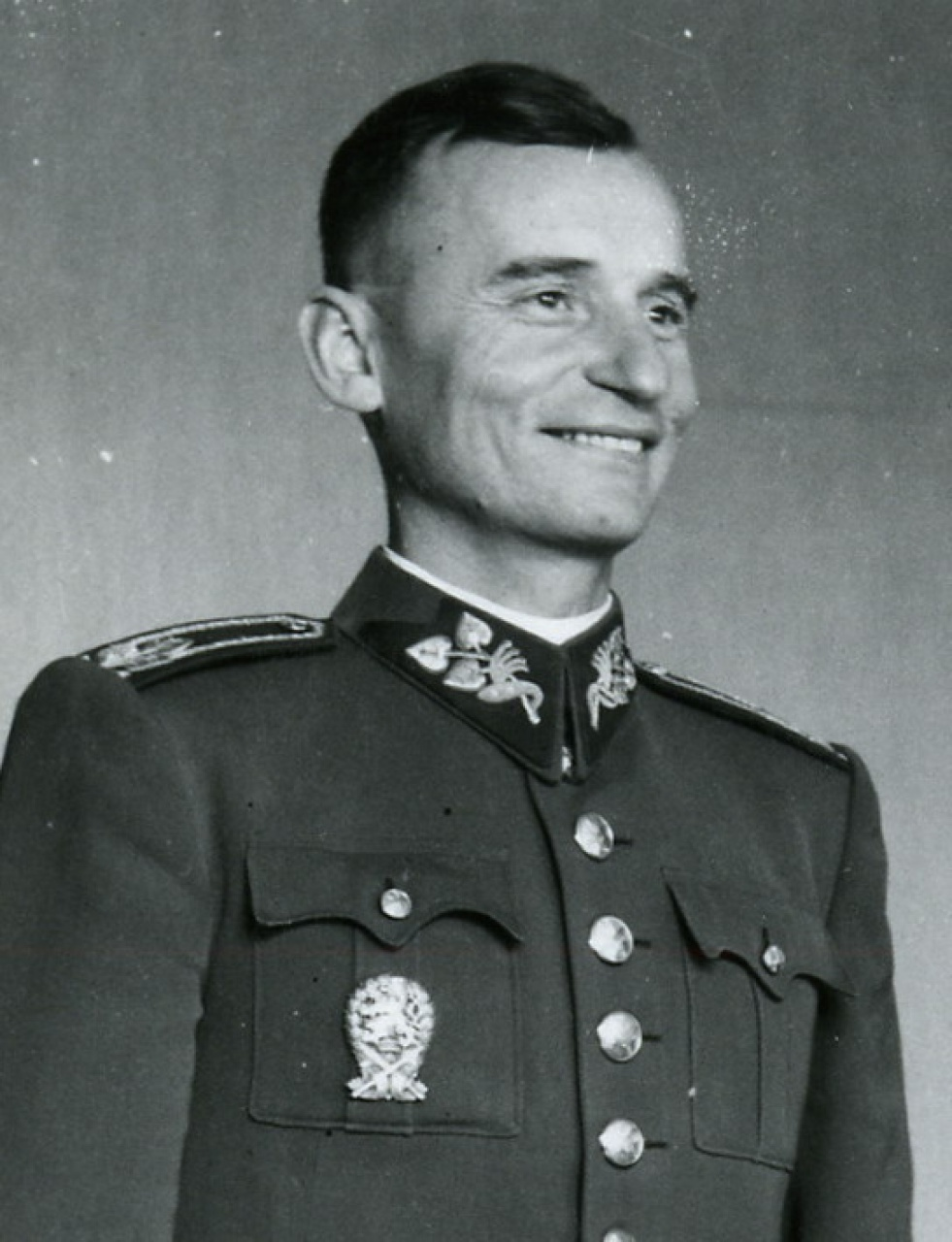
起义部队指挥官扬·戈利安

在斯洛伐克西部和东部，斯洛伐克编队都处于德国的观察之下。德国军事部队位于布拉迪斯拉发，其主要基地位于马拉茨基的所谓德国保护区直接向西北延伸。反过来，自1944年8月以来，应德国国防军最高统帅部的要求，斯洛伐克东部被宣布为作战区，德国人享有自由通行权。因此，斯洛伐克中部多山的地区自然成为了军事阴谋的基地:81。
与此同时，斯洛伐克国防部长费迪南德·察特洛什也制定了自己的政变计划，但与军事总部制定军事起义计划的努力无关。由于战争形势的变化，察特洛什自1943年以来一直在考虑改变阵营，但他没有让国家元首蒂索参与他的计划。:461944年初，察特洛什提议组建一支东斯洛伐克军队，作为未来推翻政权的支柱之一。察特洛什的提议得到了国家国防委员会和德国领导层的批准。察特洛什希望通过本国军队确保斯洛伐克东北部边境的安全，以先发制人地阻止德国部队占领这一地区，因为他对这一地区没有影响力，也会阻止红军在喀尔巴阡山脉的通行。:44-45
察特洛什计划在适当的时候推翻蒂索政府，建立军事独裁政权，并将斯洛伐克引向苏联一边。然而，与斯洛伐克民族委员会不同，他提议只有在战争结束后才能决定斯洛伐克的未来地位:399。军事总部的起义计划和察特洛什的政变计划原则上都依赖于利用东斯洛伐克军队开放喀尔巴阡山的边界，以及红军进入斯洛伐克领土。:79-81自1944年7月以来，军事总部的起义计划一直受到伦敦捷克斯洛伐克国防部的持续关注和专家支持，另一方面，察特洛什的政变计划在政治上与流亡政府无关（因为察特洛什不承认流亡政府），只有一小部分内部人士知情，直到1944年7月末。:81
除了两支所谓的前线部队（在罗马尼亚的第一步兵师和在意大利的建筑旅）外，斯洛伐克军队在1944年4月实际上分为三支。在斯洛伐克西部的布拉迪斯拉发及其周边地区，有察特洛什将军领导下的国防部残余：布拉迪斯拉发驻军约有8000名士兵，其他部队约有8000人，其中一半是“军事劳工队”。在斯洛伐克中部班斯卡-比斯特里察及周边地区，约14000人的替补和训练部队，加上来自“军事劳工团”的4000人，集中在图拉内茨将军领导的陆军最高司令部周围。最后，在斯洛伐克东部，东斯洛伐克军占据了阵地，由两个现役一号和二号步兵师组成，共有24000人。这些人配备了德国最新生产的武器和装备，可以被视为斯洛伐克武装部队的精英:80-81。
确定起义爆发的时间尤为重要。到1944年7月底，苏联军队已经向华沙附近的维斯瓦河推进，从而加速了8月1日华沙起义的爆发。然而，当时苏联并没有进一步向波兰推进，从而使德国人能够阻止华沙起义的成功。斯洛伐克民族委员会希望与苏联的推进协调起义，因此决定向苏联派遣一个代表团。由卡罗尔·什米德克和一名斯洛伐克军官组成的代表团于8月4日乘飞机抵达乌克兰。他们随身携带了军事总部的起义计划和察特洛什将军的政变计划（“察特洛什备忘录”），后者为他们提供了飞机，并希望通过代表团与苏联联系。他们被护送到乌克兰第四方面军司令伊万·叶菲莫维奇·彼得罗夫将军的总部，在那里他们首先受到讯问，然后被送往莫斯科接受进一步讯问。9月5日，他们被允许返回斯洛伐克，但没有收到任何苏联行动计划或支持起义的承诺。:53
军事总部继续为起义做准备，同时等待两位特使的归来以及苏联军队的到来。以“斯洛伐克军队更多地参与反对苏联的斗争”为借口，它设法让蒂索政府颁布了一项动员更多年龄段的法令。以同样的借口，军队的一些部队被悄悄地转移到起义的战略重要三角地带。最后，军事总部以将战争物资、食品和药品从盟军轰炸的地区（特别是布拉迪斯拉发）撤离为借口，将它们运送到要防御的三角地带。:398到1944年6月，斯洛伐克中部已经有了整整三个月的粮食供应，包括各种储存中心的130万升汽油和班斯卡比斯特里察银行的35.4亿斯洛伐克克朗。:90

### 破坏性的游击队运动和局势升级
在试图与莫斯科协调起义计划的惨败之后，斯洛伐克本身的局势也变得更加复杂。这要归功于苏联人和他们派来的游击队。斯洛伐克的游击队运动有两种形式——本土和输入，后者显然更为重要。:59早在1942年，国内就首次尝试在森林中组建武装团体，主要是斯洛伐克共产党人的呼吁。在斯洛伐克中部和北部山区组建的游击队。他们由斯洛伐克军队的逃兵、逃亡的战俘、受迫害的犹太人以及斯洛伐克和喀尔巴阡山德国政府的反对者组成。然而，在德国和斯洛伐克政权的第一个“胜利”时期，游击战并没有采取大规模的形式，武装团体与民众隔绝。真正的游击队运动直到1944年8月才在斯洛伐克发展起来:60-62。
1944年5月，位于莫斯科的捷克斯洛伐克共产党主席克莱门特·哥特瓦尔德与当时的乌克兰共产党总书记尼基塔·赫鲁晓夫签订了一项协议，根据该协议，捷克斯洛伐克的游击队运动从属于基辅领导的乌克兰游击队运动。苏联训练的团体作为伞兵在斯洛伐克上空降落，一些游击队也通过波兰东部进入该国。1944年7月25日至26日晚，乌克兰游击队司令部在彼得·韦利奇科中尉的指挥下向斯洛伐克派遣了第一支苏联降落伞部队，负责指挥斯洛伐克游击队运动，并用经验丰富的苏联游击队战士为其干部提供增援。:400随着活动的增加，即破坏和突袭警察局的行为，游击队变得越来越受欢迎。:92他们的确切人数在历史学家中存在争议：沃夫冈·菲诺尔在起义开始时假设大约有2000名游击队员，由于不断涌入新人，游击队员的人数后来增加到7000人。:187然而，其他历史学家认为，12000:105至18000:60名游击队员是假设的最大人数。
游击队与斯洛伐克民族委员会之间的关系并不理想。尽管斯洛伐克民族委员会和军事总部一再警告说，斯洛伐克军队正在为一场大规模起义做准备，需要所有可用的通信线路，但游击队仍在继续摧毁公路、铁路和桥梁。他们还袭击了居住在斯洛伐克的德国人，以及活跃在人民党和国家机器中的人。:205越来越多的游击队行动扰乱了起义政变的准备工作，并将斯洛伐克和德国军队的注意力引向了斯洛伐克中部的阴谋中心。:146-147斯洛伐克民族委员会警告称，此类行动可能导致德国占领斯洛伐克，从而导致起义过早爆发，但游击队没有理会。:205
除了游击队问题外，从8月中旬开始，斯洛伐克军队中越来越多的人不仅同情解放组织，而且叛逃到解放组织。尽管新任军队总司令图拉内茨将军试图在8月26日通过镇压措施恢复政府的权威，但这一步骤为时已晚，因为布拉迪斯拉发的政治领导层早已失去了军队的忠诚。:45经常得到苏联支持的游击队和越来越被认为不可靠的斯洛伐克军队的活动使斯洛伐克成为德国霸权范围内的一个不稳定变量。
斯洛伐克政府对游击队采取的预防措施不仅无效，而且抵抗组织甚至加大了对德国少数民族和德意志帝国武装部队的行动。因此，德国驻布拉迪斯拉发特使汉斯·卢丁（Hanns Ludin）被迫要求派遣德国国防军部队与游击队作战。:45然而，所有战区的军事局势暂时不允许德国国防军进行任何干预，在局势暂时平静下来后，卢丁也于8月27日撤回了派遣德国军队的请求，因为政治局势似乎不再证明采取这种措施是合理的。因此，8月27日晚，斯洛伐克中部城镇马丁发生了一起事件，导致紧张局势升级，并引发了德国的干预。:46

## 起义

### 马丁事件和爆发起义
罗马尼亚国王米哈伊一世于8月23日成功叛离德国转投苏联，这在柏林引起了恐慌，并担心罗马尼亚的榜样会被中欧东部的其他德国卫星国效仿。:400在斯洛伐克，罗马尼亚改变战线给人留下了深刻的印象，因为这是东南欧卫星国首次从德国叛逃。:1528月27日，在斯洛伐克的马丁，苏联游击队领导人韦利奇科领导的游击队和起事的斯洛伐克当地驻军联盟在军事总部不知情的情况下，劫持了一列在罗马尼亚倒戈之后德国驻罗马尼亚军事委员会从布加勒斯特返回柏林的火车。22名德国军官被逮捕，第二天早上，他们都被起事的政府军按照韦利奇科的命令全部枪杀。:147:46
主要是发现斯洛伐克军队参与了马丁事件，但也因为许多部队对布拉迪斯拉发政府越来越不忠，这引发了第三帝国迅速而严厉的反应。德意志帝国外交部长约阿希姆·冯·里宾特洛甫要求德国特使卢丁立即说服斯洛伐克政府正式同意德国入侵。卢丁随后（再次）会见了蒂索总统，或多或少地明确要求他批准德国的占领，蒂索犹豫了很久才同意。然而，在斯洛伐克领导层要求柏林提供军事支持之前，德国国防军已经采取了干预斯洛伐克的措施。德国军队在斯洛伐克的干预，几周前就已经考虑过，现在已经付诸行动。马丁事件发生仅24小时后，德国国防军的第一批临时部队就进入了斯洛伐克。:46:175
戈利安和他的同谋者面临着极其复杂的局面。他们没有关于什米德克任务结果的消息，也不知道苏联的态度。:176自什米德克代表团抵达苏联以来的三个多星期里，流亡伦敦的捷克斯洛伐克政府也没有听到苏联对斯洛伐克民族起义计划的态度。莫斯科保持沉默。:173-174戈利安试图推迟起义的一天，直到他从苏联得到消息，并能够与红军协调他的军事措施，现在都注定要失败。:172此外，根据希特勒的命令，由于苏联进攻的严重危险，斯洛伐克东部军队已于1944年8月1日被分配到北乌克兰集团军群。这是起义最初计划中根本没有预料到的情况。:84对于国防部长察特洛什来说，按照他的计划实现起义也变得不切实际，因为他于8月25日被罢免军队总司令一职。:45-46
8月29日晚，就在第一批德国先遣队越过斯洛伐克东北边境几个小时后，国防部长察特洛什根据蒂索总统的命令，在布拉迪斯拉发电台向军队和民众宣读了他的公告，根据该公告，斯洛伐克政府已召集德国国防军进入该国与游击队作战，斯洛伐克军队不应向德国人做出任何抵抗。但四十五分钟后，班斯卡-比斯特里察的军事总部通过电话通知分散在斯洛伐克各地的所有驻军抵抗德国人。:401:179斯洛伐克民族起义由此开始，作为对德国占领军入侵的回应。:92

### 初始形势和裁军行动

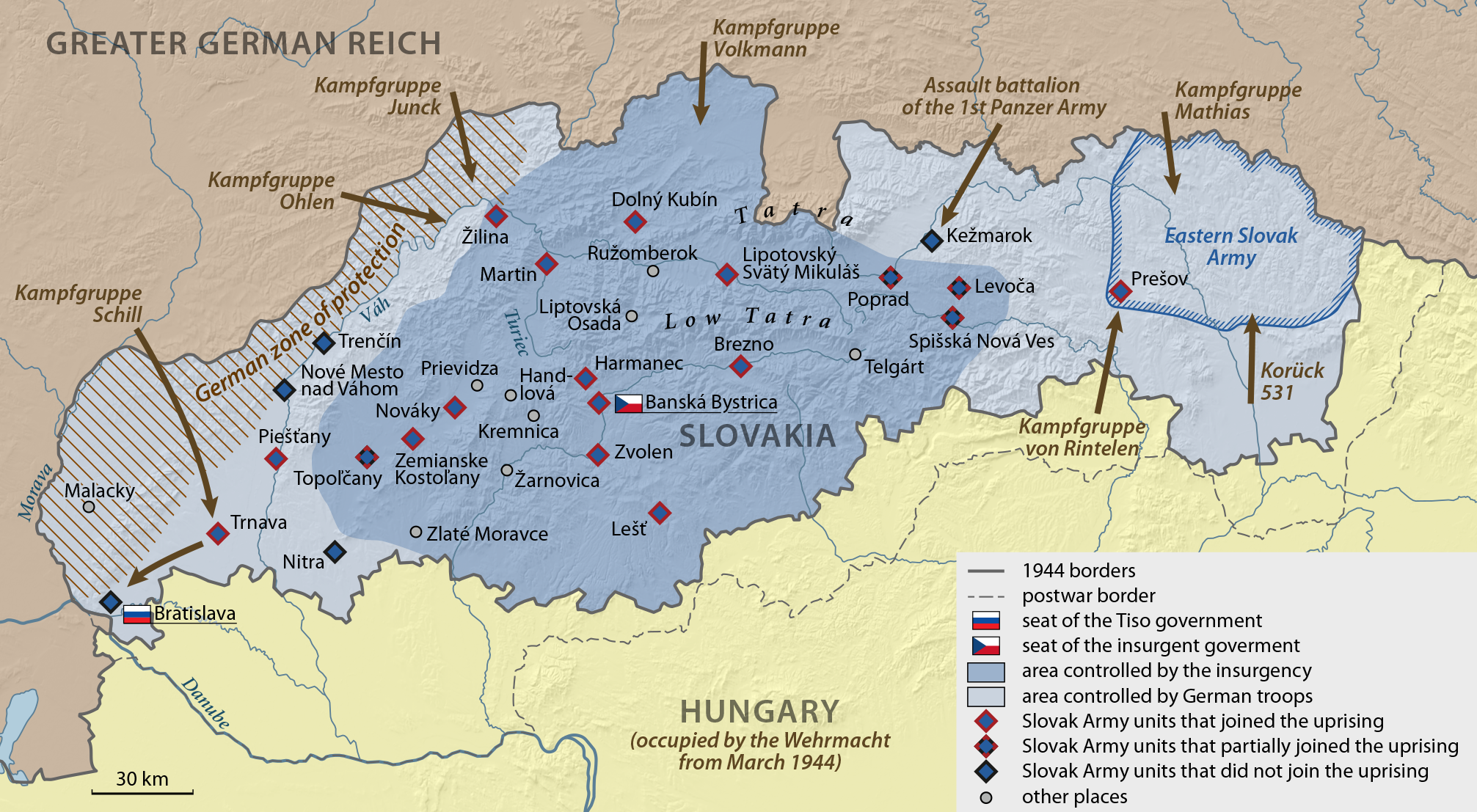
起义开始时候的局势，斯洛伐克中部深蓝色区域为起义军所控制

在起义的头几天，起义军控制的领土面积约为22,000平方公里，占当时斯洛伐克领土的一半以上，人口170万，约占斯洛伐克总人口的64%。:158:206根据伦敦流亡政府的建议，起义军领导层早在8月30日就发布了一项命令，宣布其部队是捷克斯洛伐克武装部队不可分割的一部分。9月7日，美国、苏联和英国正式承认这一地位。:185-186因此，8月30日，军事总部转变为“捷克斯洛伐克陆军司令部”（简称VČSA）。组成武装起义核心的斯洛伐克军队被命名为“捷克斯洛伐克驻斯洛伐克军队”（Československá armáda na Slovensku，简称ČSAS），并于9月30日更名为“驻斯洛伐克捷克斯洛伐克第一军”（1st ČSAS）。:124这支军队从第一天起就是正规军，有指挥人员、团、营和连，携带武器、制服，并遵守国际军事法。:185-186
捷克斯洛伐克第一军最初有18,000人；1944年9月5日动员后，他们的人数增加到47,000人，后来增加到约60,000人。:61其负责人是专业指挥官扬·戈利安中校，他于9月初晋升为上校，然后晋升为准将。总部设在班斯卡-比斯特里察。:190
1944年夏末，德国军队近5万人逐渐入侵斯洛伐克，这个“主权”和“友好”的国家成为了战场。该国被划分为两个独立的军事区：在该国东部，北乌克兰集团军领导了行动的实施，而该国其他地区的指挥权由“驻斯洛伐克的德国将军”掌握，自1944年9月1日起，该将军由党卫队以戈特洛布·贝格尔名义担任，因为行动属于“游击战”地区。:47:64贝格尔最初只有不到9000人可供支配，这些人组成了为这次行动新成立的战斗群。首批抵达的部队是8月29日抵达的奥伦和容克战斗群，他们约有3,900人，并于9月5日并入第178太脱拉师。自9月1日以来，2,000多人的席尔战斗群一直在斯洛伐克作战；此外，9月初，党卫队第14武装掷弹兵师的奥托·福尔克曼少校的战斗群和维尔德纳和维滕迈尔战斗群也在斯洛伐克领土上作战。:65-66随着部署的完成，在斯洛伐克中部叛乱地区周围形成了一圈德国军队。:49
马丁事件不仅过早地引发了双方的对抗，从而使阴谋者的任何计算无效，而且最重要的是，它从一开始就让德国方面掌握了行动主动权。:179由于这一意外效果，德国的战斗群几乎完全解除了驻扎在斯洛伐克东部和西部难以抵抗的斯洛伐克部队的武装。:50德国人最初最大的成功是迅速解除了东斯洛伐克军斯洛伐克士兵的武装，他们可能是装备和训练最好的部队。在最初的起义计划中，戈利安和斯洛伐克民族委员会将主要任务分配给了这些部队。自8月27日以来，北乌克兰集团军指挥部一直在准备解除东斯洛伐克师的武装，持续了两天，于1944年8月31日完成。在总共25,000名斯洛伐克士兵中，有一半被解除武装并被拘留，一些人逃脱并逃往家人身边或加入游击队。只有大约2,000名士兵到达了斯洛伐克中部起义军的领土。大量武器和军事装备，包括火炮，落入德国人手中。:216-217德国人在斯洛伐克西部赢得了另一场早期胜利，因为布拉迪斯拉发和尼特拉的强大驻军没有加入起义。只有斯洛伐克西部特尔纳瓦的驻军带着3,000名士兵叛逃到起义区。:217:186

### 起义军的第一波防御和苏联攻势
在取得初步成功后，驻斯洛伐克的德国将军确信，从“保护力量”的意义上讲，“赎罪行动”只需要四天时间就能安抚该国。贝格尔不知道实际情况，他认为对德国军队的突袭和行动将完全由游击队团体进行。然而，由于斯洛伐克的顽强抵抗和日利纳附近的不利地形条件，奥伦战斗群的进攻甚至在达到作战目标马丁之前就停止了。斯洛伐克的首次防御成功对起义分子的战斗士气产生了积极影响，因此所有德国部队的前进速度都大大放缓，在某些情况下甚至完全停滞。当奥伦战斗群的推进陷入斯洛伐克的防御时，马蒂亚斯战斗团能够成功地向北部和东北部向鲁容贝罗克推进，并用其武器工厂威胁到斯洛伐克中部重要的工业中心。席尔战斗群也在尼特拉山谷成功行动，早在9月5日斯洛伐克抵抗使进一步推进变得不可能之前，就占领了托波尔恰尼城镇以北的巴托瓦尼。一天后，北乌克兰集团军的战斗群成功占领了鲁容贝罗克，起义军失去了不可或缺的武器工厂。特别是在起义地区的东部，班斯卡-比斯特里察的军事领导层试图建立一条强有力的防线，以防止丢失任何土地。这是因为它希望红军计划在东北方向仅120公里的贝斯基德山前线发动进攻，并迅速取得成功，从而实现统一。:50

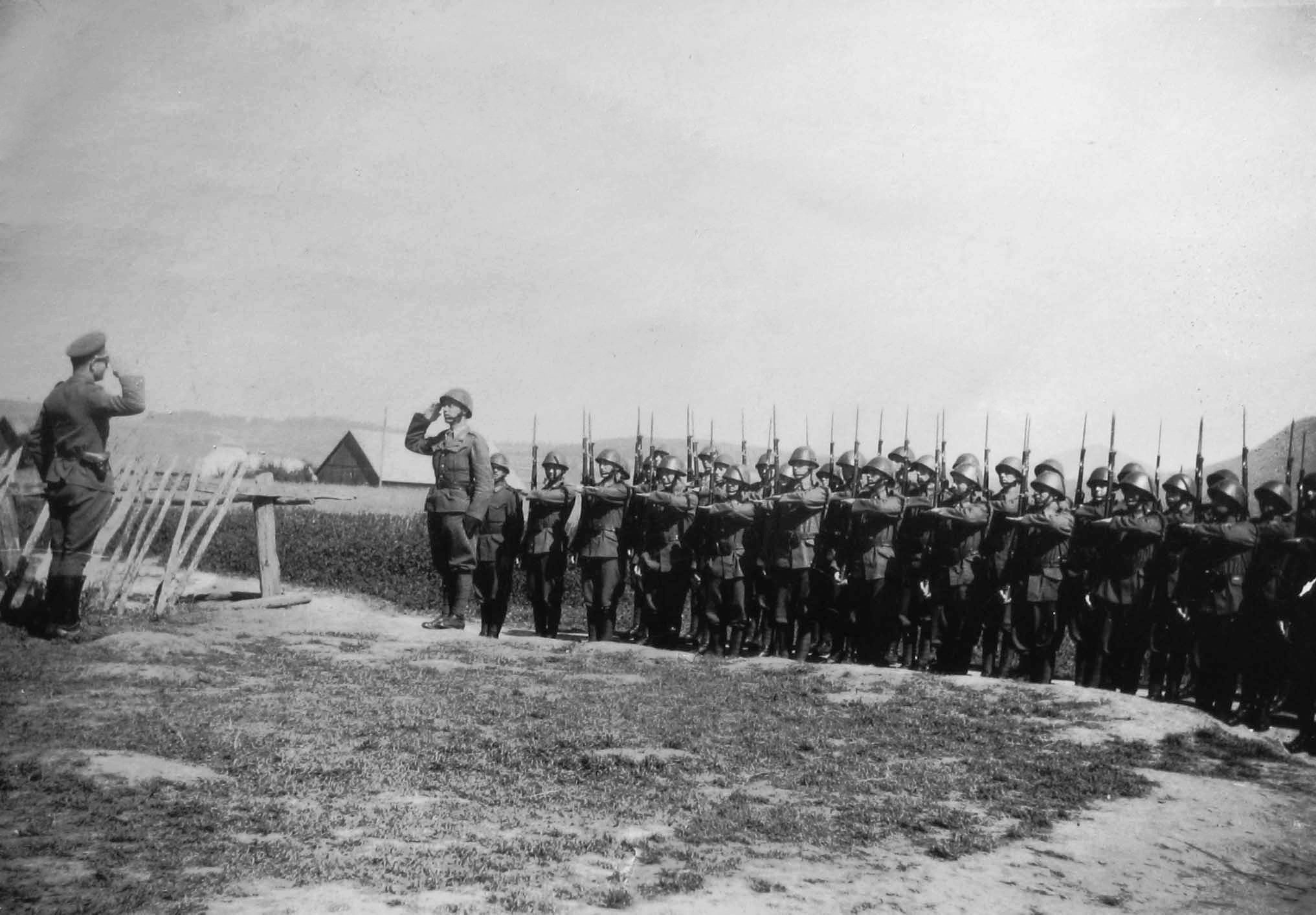
斯洛伐克起义军士兵

然而，斯洛伐克国民议会和军事总部并不知道苏联战略计划的变化，根据这些计划，红军不是从北部穿过喀尔巴阡山进入多瑙河中游盆地，而是从南部穿过罗马尼亚和多瑙河谷。因此，在苏联战争计划中，斯洛伐克的解放被推迟到战争的最后几个月，斯洛伐克起义军的领导层认为苏联的攻入将发生在1944年夏天或初秋。:398只有在斯洛伐克的政治和军事变化之际，红军才纠正了其作战计划。尽管它继续在罗马尼亚和巴尔干半岛进行成功的战役，但它在贝斯基德山前线的进攻比预期的要早。:56然而，在短时间内组织的袭击是以牺牲军事力量为代价的。红军的东喀尔巴阡山行动从1944年9月8日持续到10月28日，尽管军事行动开始时红军距离斯洛伐克边境只有40公里，但到1944年10月底，它只征服了喀尔巴阡乌克兰和斯洛伐克东部的部分地区，在这一过程中有21,000名士兵阵亡，89,000人受伤。:165-168
尽管最初取得了成功，但德国“清洗行动”的平衡在头十天相当薄弱。这一事件的责任主要在于党卫队贝格尔高级小组组长，他完全误判了斯洛伐克起义的规模，因此试图通过部署不足的部队来解决问题。然而，这位德国将军在斯洛伐克毫无概念的战斗领导也导致了糟糕的结果。由于斯洛伐克防线的稳定，德国的进攻在两周后几乎停滞不前。:51
随着起义军领土范围的缩小，游击队的战争变得更加重要。根据军方的计划，游击队将为起义军提供有效支持，特别是在敌人的后方行动。一些斯洛伐克游击队团体甚至在起义爆发前就将自己置于正规军指挥之下。但是大多数游击队团体将他们对军队的支持限制在绝对最低限度，并按照基辅乌克兰游击队总部的命令采取自己的行动。:404由于斯洛伐克共产党未能控制由非马克思主义军官领导的军队，他们试图通过从游击队中组建自己的军队来弥补这一点。军队和游击队之间的冲突导致了起义期间的危机，斯洛伐克民族委员会于9月12日试图通过成立一个“战争委员会”来协调军队和游击队员的所有活动来解决这一危机。然而，由于共产党的不断骚扰，包括主要民主党人和共产党人在内的委员会从未能够完全解决冲突。:404-405

### 德军的重组和推进
在第二阶段的行动中，起义军成功地进行了防御战，戈特洛布·贝格尔的部队在9月8日至19日期间进展甚微。在起义地区的东部，北乌克兰集团军仅限于对前线进行最低限度的防御，因为迫切需要马蒂亚斯和林特伦战斗群来击退苏联的进攻。只有在西南部，席尔战斗群才成功地将战线往东推进。:51
9月14日，由于党卫军上将贝格尔的失败，武装党卫队赫尔曼·赫夫勒将军解除了他“驻斯洛伐克德国将军”的职务。随着赫夫勒的加入，战斗领导的新阶段开始了。在贝格尔以一种基本上是临时的、几乎不协调的方式对起义分子采取武装行动后，赫夫勒首次制定了一项行动计划，该计划优先考虑协调部署所有德国军队。在与解放运动进行了三周的战斗后，赫夫勒将军打算用一个完整的包围圈封锁起义地区，并集中打击抵抗者。与此同时，太脱拉师得到了两个营的增援，现在有足够的战斗力突破日利纳附近的斯洛伐克防御路障，并于9月21日占领马丁。:52
赫夫勒没有利用塔特拉师的进攻势头，而是让部队停下来，在瓦赫河和图尔兹河谷腹地搜寻游击队员。由于游击队撤退到不可逾越的小塔特拉山，这一行动相当不成功。霍夫勒的“清洗行动”给了斯洛伐克叛军十天的时间来建立新的防御阵线。9月23日，只有席尔战斗群第二营几乎未经战斗就成功占领了汉德洛瓦镇。在南段，行动在席尔第一营占领扎尔诺维察三周后才再次开始，并于9月28日与从新巴尼亚方向前进的党卫军第14武装掷弹兵师增援营建立联系。相比之下，特尔加特以东的薄弱的科吕克531安全部队再次未能抵御起义分子的袭击，因此在斯皮什新村以西近15公里处撤退，遭受了进一步的挫折。:52
9月20日至10月初，占领军大大改善了其军事地位，因此，随着攻击力量的变化而改变的作战指挥证明了其价值。到9月底，斯洛伐克起义中心的战术三角兹沃伦-布雷兹诺-班斯卡-比斯特里察进入德国进攻部队的射程内，起义者的领土已减少到6800平方公里，人口34万。鉴于9月最后几天的成功行动，赫夫勒计划对解放运动的核心进行正面攻击，该核心距离德国战线仅25公里。将军命令塔特拉师向克雷姆尼察方向进攻，席尔战斗群向斯瓦季克里日方向进攻。然而，他将舍费尔战斗群的部分部队调回导致战力削弱。增援的党卫军部队奉命从北部向利普托夫斯卡奥萨达推进。由于他打算从三个方面攻击班斯卡-比斯特里察，赫夫勒相信他可以在短时间内击败起义军。但这次行动完全失败了，因为各个战斗群太弱，无法克服斯洛伐克的大规模防御。尽管塔特拉师于10月6日占领了克雷姆尼察，但整个攻势仍然失败，因此将军在10月8日取消了该行动。起义军再次成功地抵挡住德国的进攻。:206:52-53

### 德国最后攻势和起义结束

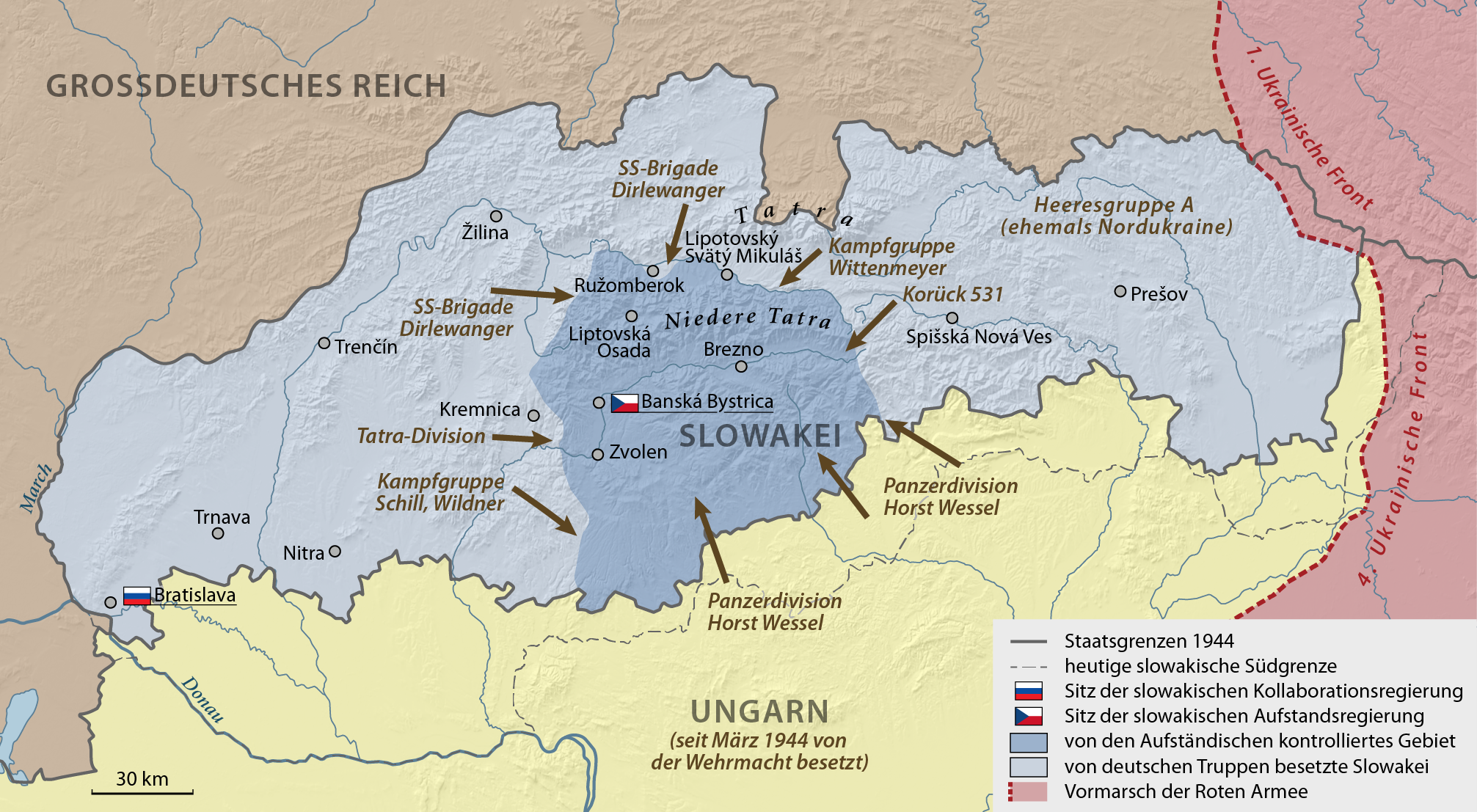
1944年10月18日德军发动总攻时的战局图

与此同时，起义军的领导层也发生了变化。10月7日，40天后，戈利安准将将“驻斯洛伐克捷克斯洛伐克第一军”的指挥权移交给从伦敦飞来的鲁道夫·维斯特少将，自己担任副手。:220:258-259在德国占领军的压力下，起义军的领土在10月初缩小到7000平方公里以下，人口只剩下约30万。:158起义军本身遭受了重大损失。约有2,180名士兵阵亡，另有数千人因受伤、被俘或投敌而退出。到10月中旬，起义军仍有约36,000名士兵，但其中只有三分之二全副武装并准备采取行动。此外，包围圈内有几千名游击队员，包围圈外的游击队员和士兵在德国战线后面，但他们几乎没有任何军事效力了。近80%的装甲武器被德国人摧毁，斯洛伐克炮兵也损失了超过一半的库存。:270
10月10日至17日期间，斯洛伐克中部各条战线的战斗趋于平稳。德国人巩固了被征服地区，并确保了他们的统治和占领部队。与此同时，赫夫勒将军起草了最后攻势的作战计划。由于现有的编队显然不足以在山区和容易防御的地形上击败起义部队，因此必须大大加强攻击部队。:53在布达佩斯的霍尔蒂政权倒台和10月16日箭十字党政府成立后，德国人能够从匈牙利向斯洛伐克南部输送大量军事物资和军队。从那时起，起义军的局势明显恶化。:407两个新的战斗群将为最终战局做出贡献。10月16日，臭名昭著的党卫队迪勒旺旅共15,000人抵达行动区北部，该旅之前参加镇压华沙起义。在东南部，党卫军“霍斯特·韦塞尔”的第18装甲掷弹兵师聚集在匈牙利领土上。作战计划包括德国部队将从各方集中进攻，党卫队第18装甲掷弹兵师作为突袭部队从邻国介入战斗。通过这种方式，赫夫勒打算让敌人无处可逃。:219:53
10月17日部署基本完成后，总攻计划于次日开始。10月18日，席尔战斗群和党卫队迪勒旺旅发动了最后总统，塔特拉师负责将起义军捆绑在战斗地带。甚至不到一天后，南部的行动就由党卫队第18师以及由党卫队第14师和一个增援营组成的维滕盖尔战斗群打响。10月10日接管斯洛伐克东部指挥区指挥权的科吕克531安全部队也从10月19日起干预了贝特拉诺夫采-斯皮什新村地区的最后攻势，并能够在六天内将该地区纳入德国控制下的作战区西部边界。南部的部队按照计划对班斯卡-比斯特里察的起义中心进行了打击，该市于10月27日被席尔战斗群占领。随着班斯卡-比斯特里察的占领，反对“保护力量”和蒂索政权的起义宣告失败。:53-54

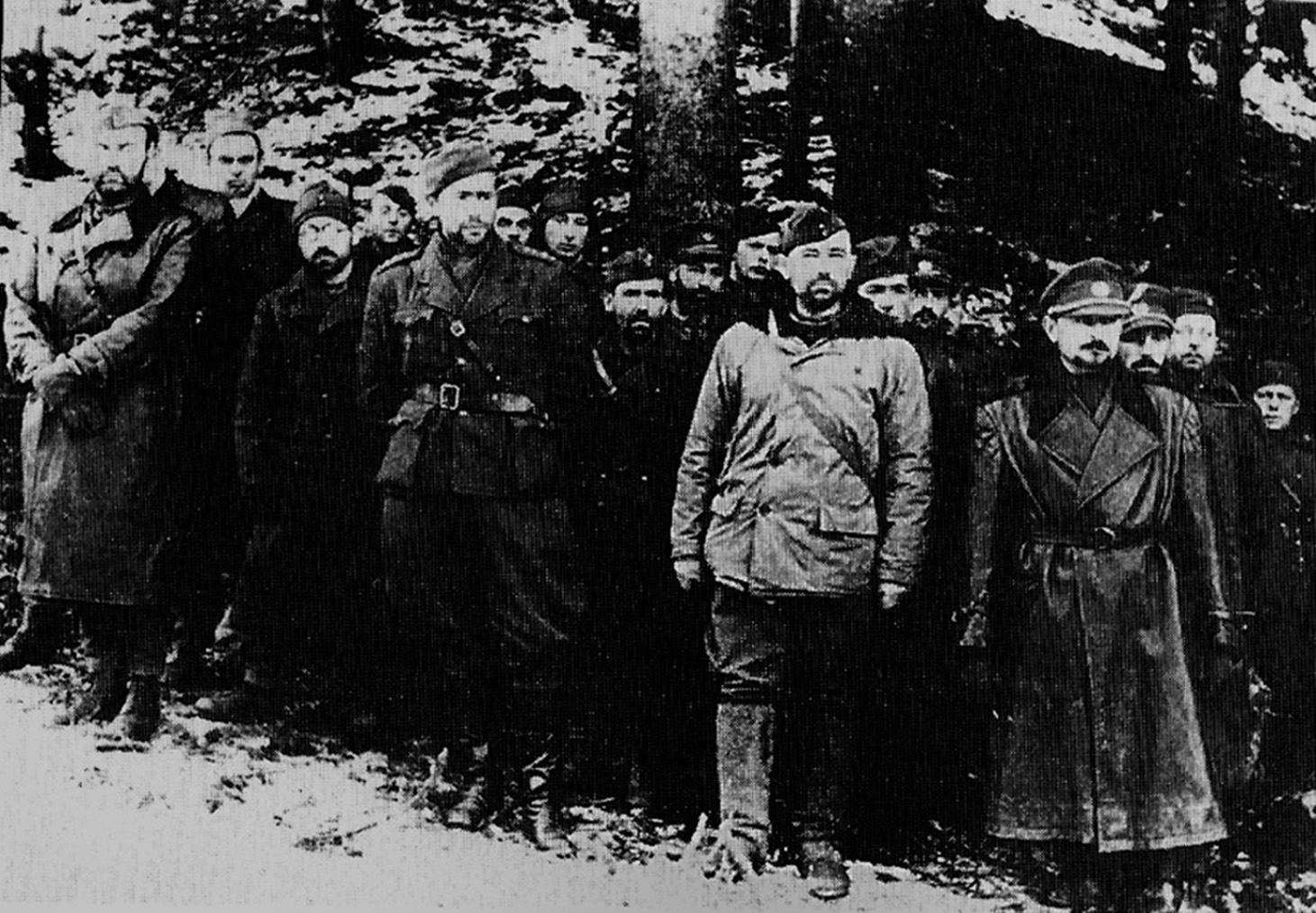
确定起义失败撤往山区的斯洛伐克部队

虽然起义被镇压了，但军队没有投降。:40710月28日晚凌晨4点，鲁道夫·维斯特将军向“驻斯洛伐克捷克斯洛伐克第一军”下达了最后一道命令。在命令中，他接受了起义军作为一个有组织的部队的失败，并命令士兵停止常规抵抗，撤退到山区，转而进行游击战。:108:296

### 斯洛伐克合作机制的角色
布拉迪斯拉发的斯洛伐克政府对斯洛伐克民族起义的爆发感到震惊，并对民众的自发反应感到震惊。在他们眼前，整个权力机构崩溃了，斯洛伐克国只有在德国的监督和国家社会主义权力结构的协助下才能继续存在:17。1944年9月5日，起义爆发一周后，斯洛伐克成立了新政府。约瑟夫·蒂索总统的堂兄斯特凡·蒂索接替了前总理沃伊捷赫·图卡，同时接管了外交部和司法部。:123除了政府，约瑟夫·蒂索总统也是斯洛伐克最重要的代理人之一。除了1939年宪法所赋予的深远权力外，蒂索在民众中享有很高的声望和权威，这是基于国家和教会力量的良好融合。在外部，蒂索知道如何通过执行代表任务来巩固斯洛伐克国的独立地位。这一立场导致德国人即使在起义爆发后也坚持支持他，尽管他在任何时候都不是斯洛伐克政客中国家社会主义意识形态的激进代表之一。:138
斯洛伐克政府一直忠于其“保护力量”，直到战争结束。:137然而，事实证明，1944年夏末，斯洛伐克军队对进入斯洛伐克的德国军队完全无用。尽管斯洛伐克政权坚定地支持德国指挥官，但它很难用自己的战斗部队来支持他。1944年，斯洛伐克军队的两个师部署在斯洛伐克境外；起义爆发后，驻扎在斯洛伐克东部的另外两个师立即被德国人解除武装并吸收。在斯洛伐克西部特别是中西部，大量斯洛伐克军官和士兵加入了起义。斯洛伐克军队已经瓦解，到战争结束时，斯洛伐克政权还没有成功地用新组建的军队取而代之。:142这些努力的结果是“Domobrana”（地方卫队），1944年9月中旬，它能够利用一支由6,900名忠于政府的士兵组成的“军队”，11月上升到略低于20,000人，1945年1月和3月通过动员老部队达到41,000人的兵力。核心由忠于政权的驻军组成，首先是尼特拉驻军，这是起义爆发后唯一没有解除武装的驻军。然而，地方卫队的名号更具象征意义，因为军队缺乏战备、训练和装备不足（超过三分之二的士兵仍然没有武装），从一开始就排除了在前线或与游击队作战的任何部署，因此它主要只能用于腹地的巩固和维修工作。:301:142-143

### 起义军政府和人口

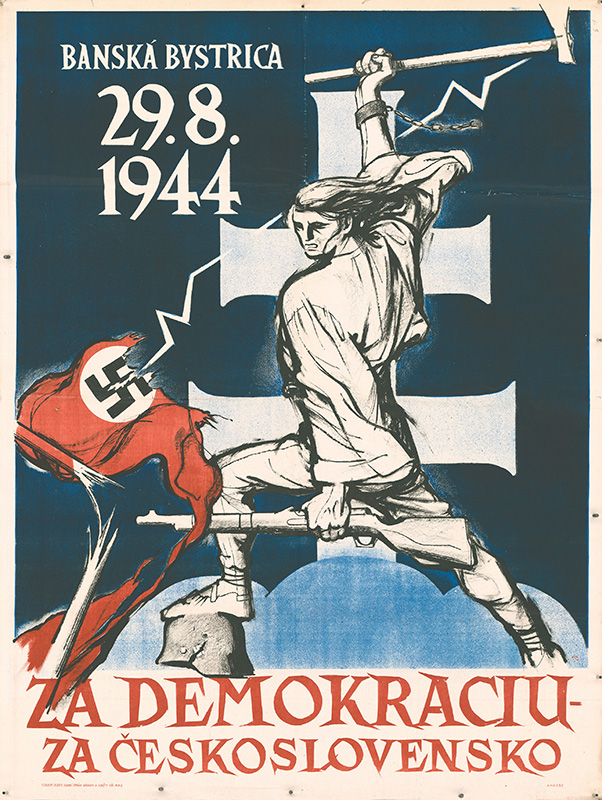
起义军海报，上面写着起义时间：1944年8月29日，以及班斯卡-比斯特里察（起义中心）和口号“为了民主，为了捷克斯洛伐克”

在60天的时间里，班斯卡-比斯特里察一直是起义军的指挥中心，也是被解放的斯洛伐克的政治生活和行政中心。斯洛伐克起义部分成立了一个独立的行政国家实体——重新恢复的捷克斯洛伐克共和国。9月5日，斯洛伐克共产党人卡罗尔·什米德克从莫斯科返回后，斯洛伐克国民议会正式成立，当时有13名成员。什米德克与公民民主阵营的代表瓦夫罗·什罗巴尔一起成为斯洛伐克国民议会的两位主席之一。原则上，国民议会及其机构的社会主义阵营和公民民主阵营成员人数相同。:220斯洛伐克国民议会全体会议（9月5日起由41名成员组成，10月起由50名成员组成）颁布了具有法律效力的法令。斯洛伐克国民议会在斯洛伐克行使立法、司法和行政权力，废除了与“共和民主精神”相矛盾的法律和法令（包括所有反犹太法律）。反过来，那些塑造斯洛伐克国政治制度的斯洛伐克、德国和匈牙利政党和组织被禁止。:220:201
在政党政治方面，起义军的公民民主阵营组织成了民主党，而社会主义阵营则组织成了斯洛伐克共产党。:221在此背景下，斯洛伐克国以及前捷克斯洛伐克共和国的状况发生了最根本的变化，斯洛伐克共产党人首次上台执政，直到1938年，他们在议会选举中从未获得超过10%的选票。起义并不代表“共产主义政变”，因为公民阵营的代表是起义准备和过程中更重要的组成部分。然而，正是在起义期间，斯洛伐克共产党首次掌权，成为执政党，并担任关键政治职务。:155-156通过斯洛伐克国民议会建立的新政治体系独立于布拉迪斯拉发的人民党政府以及伦敦和莫斯科的流亡政府。它的政治制度比人民党更民主，但也禁止了除民主党和共产党以外的政党。此外，除小学外，少数民族的所有教育机构都关闭了。:158

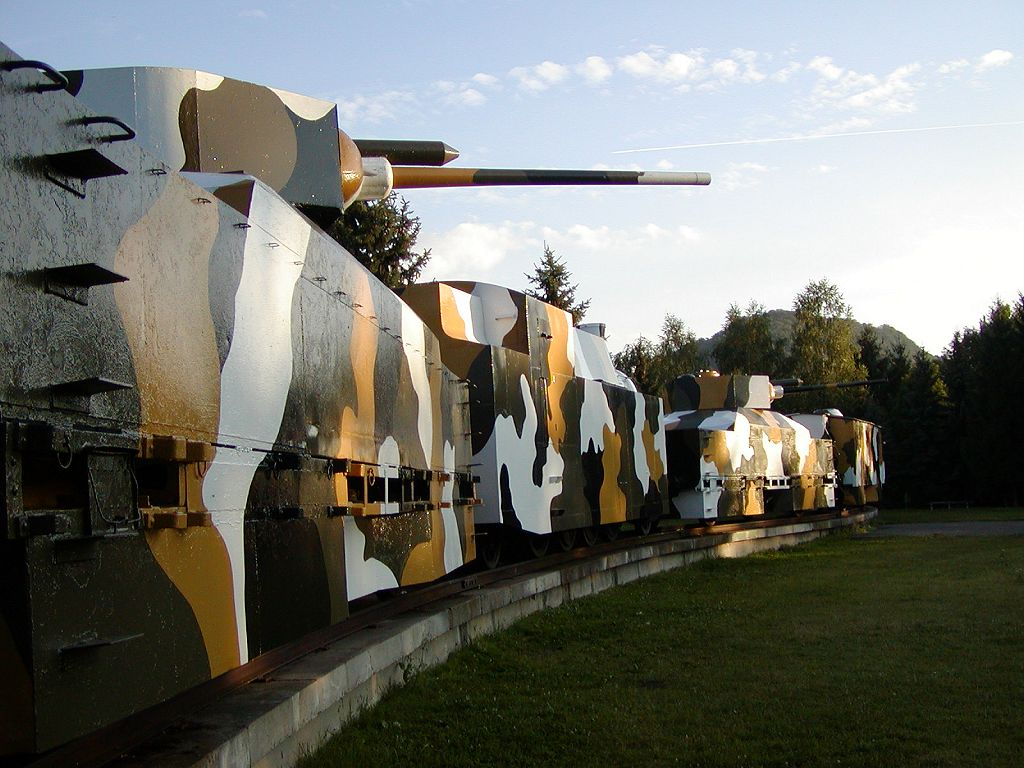
位于兹沃伦的起义军装甲列车复制品

起义军控制地区的经济主要服从于军事需求。波德布雷佐夫钢铁厂是一家关键企业，主要为起义部队生产榴弹发射器、钢制反坦克障碍物等，连续两个月不间断。波德布雷佐夫钢铁厂的生产也很重要。兹沃伦的铁路工程也是不可或缺的，它在创纪录的时间内建造了三列装甲列车。起义地区的金融安全由斯洛伐克国家银行班斯卡-比斯特里察分行提供；其余的经济社会生活由斯洛伐克国民议会的个别委员（部长）负责。除了军队的要求外，还必须为平民部门服务。在基础设施方面，道路在这里至关重要，铁路线也被用于民用部门。关于物资，在起义地区实行了食品券制度，就跟斯洛伐克国一样。:159-160
信息问题，或更广泛意义上的宣传，也很重要。这里最重要的作用主要是由起义电台发挥的，该电台于1944年8月30日开始在班斯卡-比斯特里察作为Slobodný slovenský vysielač（自由斯洛伐克电台）开展活动，并作为动员、组织和宣传斯洛伐克中部人民的手段。起义期间，英国广播公司还用捷克语和斯洛伐克语为捷克斯洛伐克和莫斯科广播电台广播，由捷克斯洛伐克共产党在莫斯科的领导层组织。此外，起义地区或多或少经常出现20至30份报纸和杂志，剧院和电影院等机构也开始运作，这可以被视为和平时期的指标。:161:132-136
从双方来看，抵抗斗争不仅被反复理解为政治斗争，而且被理解为“路德宗反对天主教”的忏悔斗争。在斯洛伐克国存在期间，大多数天主教政要对新政权采取了忠诚的立场，其中几位也在其最高政治和立法机构工作。起义爆发后，起义地区的天主教教区牧师被贴上了新成立的捷克斯洛伐克共和国敌人的标签，并受到迫害，有些甚至被处决。新教教会的情况截然不同，它不认同人民党政权，并对其采取了消极态度。在政治抵抗组织的筹备和创建过程中，正是新教徒接管了其领导地位，而斯洛伐克国民议会中也几乎不存在虔诚的天主教徒。有数十名新教牧师和主教加入了起义，其中包括图列茨河、利普托夫和班斯卡-比斯特里察等以新教为主的地区。起义期间，几乎所有的新教牧师都积极参与了捷克斯洛伐克第一军在斯洛伐克的实地任务。但是“福音派起义”这个定义是不正确的，因为起义军的大多数成员——即起义的决定性力量——都是天主教徒。:162-164:140-141

### 盟军的行动
起义的成功实施是基于这样一个假设，即盟军将迅速有效地支持起义。然而，盟军对斯洛伐克民众起义采取了矛盾的态度。西方盟国在政治上同情起义，但在军事上对其兴趣不大，因为他们的军队不打算在中东欧开展行动。相反，苏联人从军事角度对起义感兴趣，因为它可以促进苏联军队向西推进。然而，在政治上，他们对起义持怀疑态度，因为其领导阶层由共产党人和民主党人组成；从马克思主义的角度来看，民主党人是敌对的“资产阶级民族主义者”。:405沃尔夫冈·费诺尔总结道，盟军对斯洛伐克民族起义的支持“与华沙起义一样微不足道和不足”。:228
1944年8月31日，捷克斯洛伐克流亡政府外交部长扬·马萨里克亲自向驻伦敦的盟军代表发表讲话，要求他们支持斯洛伐克起义者。他向英国和美国的代表提出盟军轰炸德国在斯洛伐克的作战目标，其次，盟军发布一份声明，赋予捷克斯洛伐克国内部队战斗人员的权利，使起义者受到《日内瓦公约》的保护。9月7日，美国国务院发表声明，承认斯洛伐克起义者“组成对抗德国人的部队”，并强烈警告德国人不要以报复的形式违反“战争规则”。英国外交部也发表了类似的声明。:405
英国和美国司令部不愿答应马萨里克向斯洛伐克提供军事援助的请求。英国和美国空军已经轰炸了斯洛伐克的某些目标，并为华沙起义提供了援助，实际上华沙起义距离他们在意大利的基地比斯洛伐克更远。他们还两次降落在班斯卡-比斯特里察，以疏散在德国人占领的地区避难的盟军飞行员。然而，在9月22日，美国总参谋部决定不支持斯洛伐克，理由是“这对美国和英国空军来说不是一个合理可行的行动”。美国不愿支持斯洛伐克起义是因为美国参谋长联席会议主席经常表达的恐惧，即西方对东欧的干涉可能会危及苏联在太平洋地区承诺的支持。:405-406
苏联政府从未回应英国的要求，尽管它确实向斯洛伐克起义者提供了有限的援助。9月22日，苏联政府稍显迟缓地在美国和英国的声明后附上了自己的声明，承认“捷克斯洛伐克领土上的联合抵抗力量拥有交战国的权利，并承担由此产生的一切后果”。早些时候，苏联司令部向与乌克兰第四方面军和苏联军队开展联合行动的捷克斯洛伐克第一军发出命令，试图突破喀尔巴阡山的杜克拉山口，并与斯洛伐克起义者建立联系。然而，当捷克斯洛伐克军队于9月14日抵达山口时，它不再由斯洛伐克军队守卫，而是由德国人守卫。捷克斯洛伐克和苏联军队在遭受重大损失后，才于10月6日占领了它。:406-407
为了直接支持斯洛伐克起义，苏联司令部派遣了捷克斯洛伐克空军第一中队，他们配备了21架战斗机，可以说是宝贵的援助。苏联司令部还派遣了捷克斯洛伐克第二伞兵旅，其中包括约2,000名训练有素、装备精良的士兵。然而，他们在几周内才逐渐到达。因此，他们无法作为一个整体参加战斗。苏联还交付了几件较小的武器和150门反坦克炮，但它们对德国人的重型和中型坦克无效。:407

### 起义的战略重要性

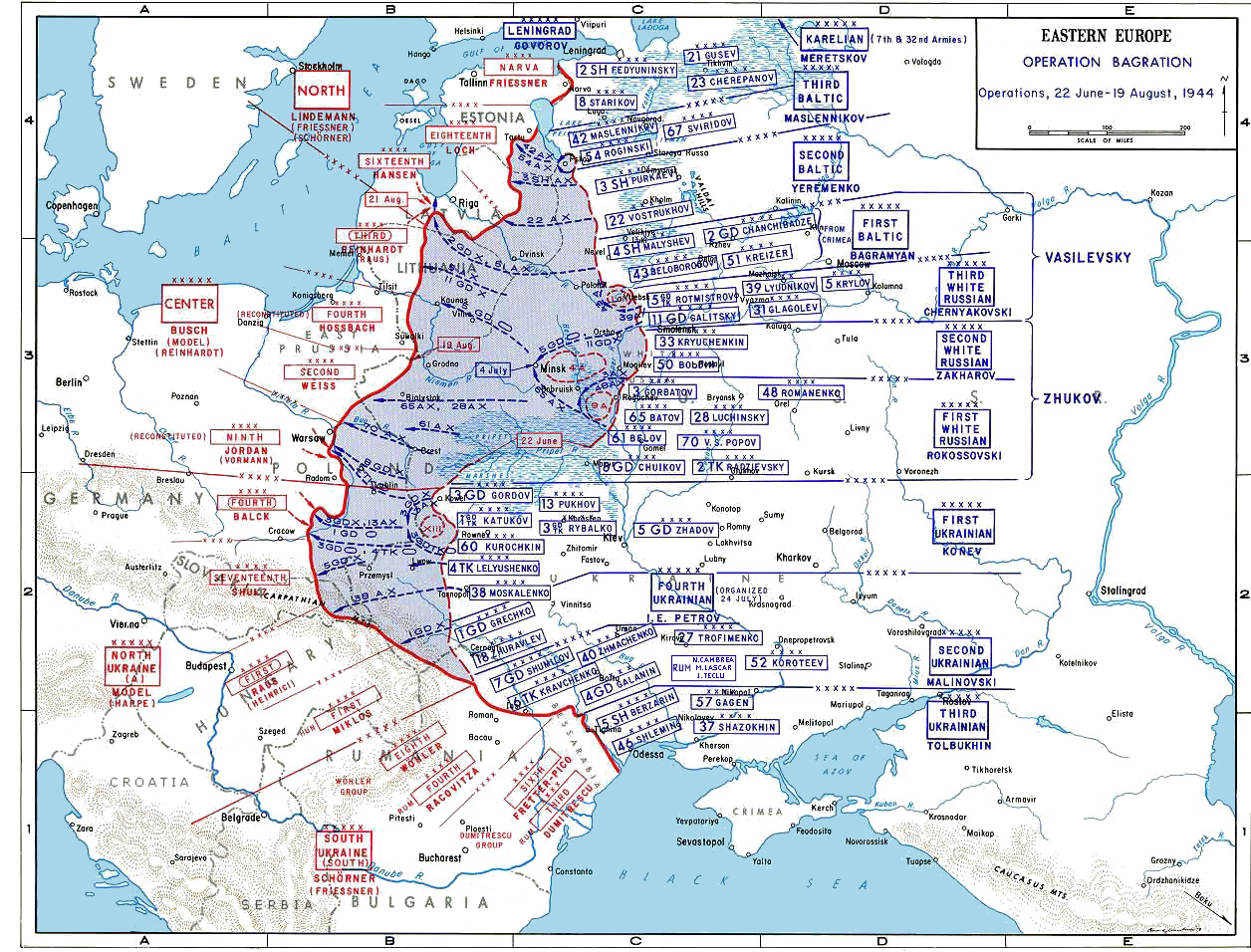
1944年8月苏联红军向西推进

当斯洛伐克民族起义于1944年8月29日开始时，这一事件不仅威胁到蒂索领导下的斯洛伐克傀儡政权，还威胁到纳粹德国在中东欧的霸权。与此同时，不能排除起义将扩大到维斯瓦河和南喀尔巴阡山之间的德国防御阵线的威胁的可能性。到1944年夏天，轴心国在东线完全失去了军事主动权，并被迫对红军采取防御措施。在这个过程中，到1944年夏天，德国国防军已经失去了太多的实质性力量，几乎无法保持前线的凝聚力。在战争的这个阶段，有两个因素特别影响了轴心国部队的作战能力。一方面，6月6日英美盟军入侵法国北部，在德国统治的西部创造了一个新的焦点，另一方面，苏联于6月中旬在中央集团军前部发动的夏季攻势，使第三帝国的军事形势更加恶化，以至于德国国防军比以前更加受制于反希特勒联盟的优势力量。:194-195
因此，德国历史学家克劳斯·舍恩赫尔指出，虽然斯洛伐克民族起义乍一看似乎是德国战线后方的一个孤立事件，但经过仔细研究，它仍然被证明是一个对东线南翼的军事形势和作战程序产生重大影响的因素。这是因为斯洛伐克的政治军事事件导致苏联军事领导层大幅改变了其作战意图，并使其适应新的情况。红军想利用民族军事抵抗来摧毁德国战线的基石。因此，莫斯科打算占领匈牙利，并直接推进到“大德意志帝国”的南部。由于红军修改了作战计划，德国国防军不仅击退了苏联-罗马尼亚军在特兰西瓦尼亚的进攻，而且在短暂的休息后，还恢复了贝斯基德山的全面防御。最终，德国国防军及其匈牙利盟友仍然拥有镇压斯洛伐克中部起义和击退苏联包围和摧毁A集团军和南方集团军部分地区的目标的物资。:202
从军事角度来看，起义的意义主要在于它破坏了团结一致的德国战线。:196从起义爆发到战争结束，斯洛伐克不再是德国军队在东线的安全后方。在前线后方，德国人的通讯系统被中断了。斯洛伐克不再为德国军队提供便利的补给线或撤退区。尽管其他战区迫切需要德国军队与盟军作战，但仍然有很多德国部队被迫留在斯洛伐克与起义军和游击队作战。德国在战争中使用斯洛伐克军队的计划被挫败了。最后，德国人在与起义军和游击队的战斗中遭受了重大的生命和物质损失。:408然而，起义的军事意义最终仍然很低。在解除斯洛伐克东部两个斯洛伐克师的武装之后，德国国防军才从其他战线撤出部队。除此之外，在前线任务后正在部署或重新部署的后备部队主要用于镇压起义的行动。:74

### 起义军对德国少数族裔的战争罪行

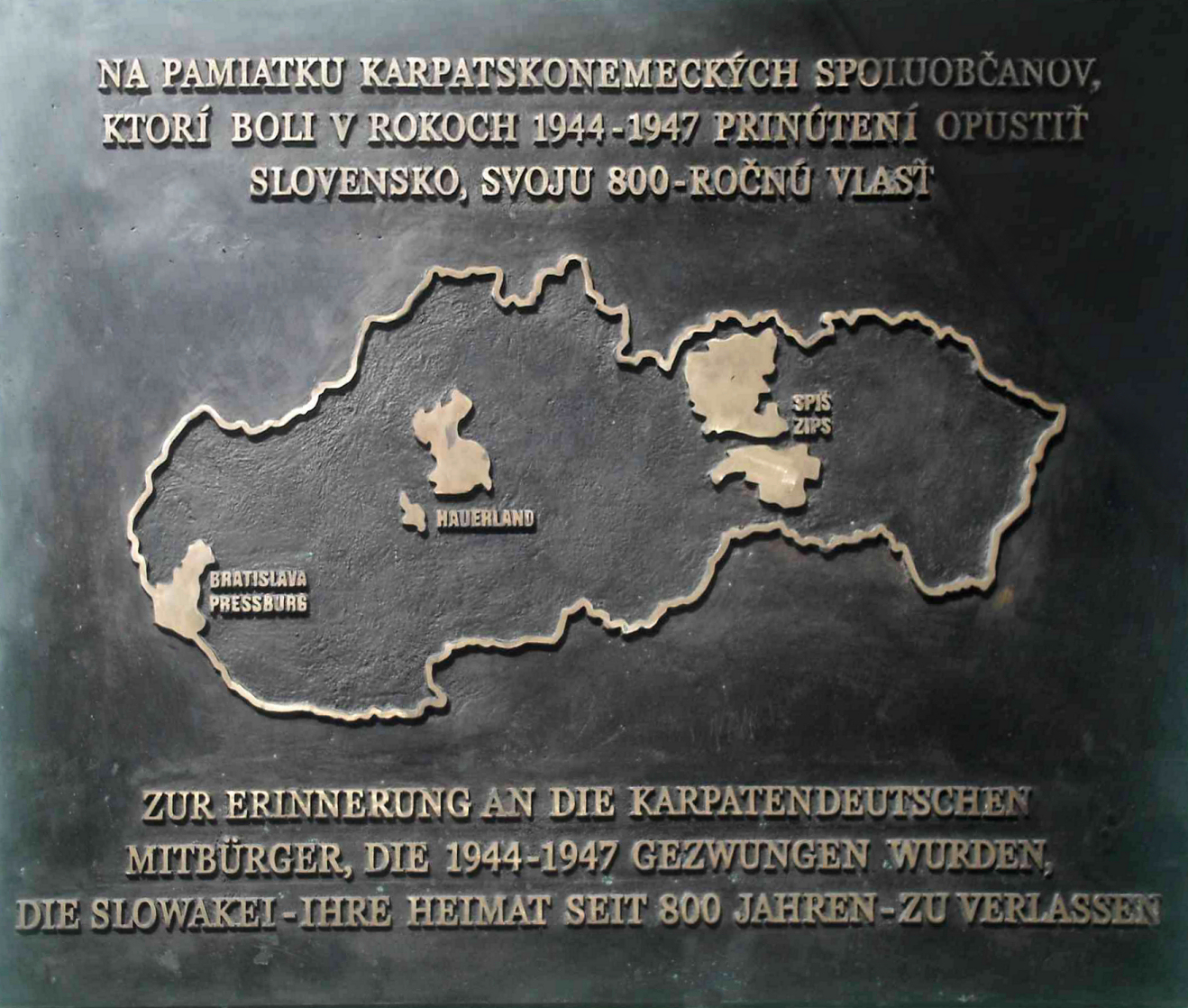
捷克斯洛伐克对德意志人的驱逐的纪念碑上面显示的德意志人在斯洛伐克的聚居区

根据1940年12月进行的人口普查结果，有130,192名自称德国国籍（喀尔巴阡德意志人）的斯洛伐克居民居住在斯洛伐克。他们的祖先早在12世纪就迁移到了当时的匈牙利王国，自19世纪以来，他们主要居住在以下三个定居地区：布拉迪斯拉发（1918年之前的普雷斯堡/波若尼）及其周边地区，斯洛伐克中部的豪尔兰和斯洛伐克东部的斯皮什地区。斯洛伐克国成立后，根据斯洛伐克宪法，他们作为少数民族被赋予了广泛的权利。:158-161
德国人在斯洛伐克的政治活动主要是通过1938年成立的德意志党（DP）。其领导人是弗朗茨·卡尔马辛，他同时被任命为新成立的德意志民族事务国务秘书处的国务秘书。具体而言，德意志党的任务是按照德国纳粹党的路线，在政治和军事上教育党内的德国人，促进居住在斯洛伐克的德国人的经济和文化生活，并确保他们被视为完全平等的公民，享有与斯洛伐克人相同的权利。1941年秋天，德意志党有60,997名成员，其中包括近一半的德国籍斯洛伐克公民。德国人的军事组织是志愿卫队（Freiwillige Schutzstaffe，缩写FS），该组织在1944年中期共有7,818名成员，主要负责警卫任务，但也经常参与各种“安全措施”，例如逮捕犹太人。:160-161
1944年9月2日，根据德国驻斯洛伐克指挥官的命令，德意志乡土党卫队成立。所有16至50岁适合服兵役的德国裔成员都将由党卫队特别行动党登记，最初作为当地武装部队部署在封闭的定居点地区。根据1945年1月的一份名单，乡土党卫队共有8,116名成员。:165-166
在起义军控制的解放区发生了许多针对德国少数民族的罪行。:186-189直到今天，在斯洛伐克遇害的德国裔人数仍无法准确确定。据推测，游击队和起义军在针对平民的行动中杀害了1000人:169至1500人:190，其中绝大多数是德国籍。针对德国人的大多数罪行都是在斯洛伐克中部豪尔兰地区爆发起义后不久犯下的。在这个地区，起义军和游击队控制了一个多月，主要针对德国平民。1944年8月28日，军事总部发布命令，宣布起义后，所有当地德国人及其家属将立即被关押在军营中，如果他们反抗，将被清算。1944年夏末，在斯洛伐克中部的几个地方，德国人（德意志裔人）被杀死，部分原因是他们致力于帝国的利益，但也仅仅是因为他们属于德国少数民族。:169-170
9月21日，斯克雷纳村（德语：Glaserhau）附近发生了最大规模的枪击事件。9月17日晚，这个几乎90%的人口自称德国人的村庄被“约瑟夫·W·斯大林捷克斯洛伐克第一游击队”的约250名游击队员占领。9月21日晚，这些游击队员进行了房屋搜查，约有300名16至60岁的男子在当地学校排队。从那里，他们中的大多数人被带到火车站，在那里他们不得不登上火车。火车行驶了大约两公里后停了下来。囚犯们不得不下车，然后被游击队枪决。共有187名男子以这种方式被谋杀，另有62人被带到斯洛文斯卡卢普察的拘留营。游击队和起义军在汉德洛瓦（德语：Kickerhau）进一步枪杀德国人，约80人被谋杀:186，豪尔兰地区的其他地方也发生了枪击事件。:170-171
1944年秋天，由于预计到红军的推进，德国领导层开始准备从斯洛伐克全面撤离德国人。撤离的德国人的确切人数尚未确定；撤离人数在7万至12万之间。总体而言，居住在斯洛伐克的德国人中有三分之二可能受到疏散的影响。战争结束后，他们中的一些人回到了斯洛伐克，但在1946年，作为重新安置运动的一部分，他们与留下的人一起再次被驱逐出捷克斯洛伐克。在1950年进行的人口普查中，斯洛伐克只有5,179名居民自称德国人。在这方面，存在了六年的第三帝国和斯洛伐克国实际上意味着自中世纪以来德国人和斯洛伐克人在该地区共存的结束。:163-164

### 犹太人的参与
1944年8月起义爆发时，估计仍有多达25,000名犹太人生活在斯洛伐克领土上。大多数人持有斯洛伐克某部委颁发的工作许可证，作为基本工人，而1939年3月14日之前受洗的犹太人（约3,200人）和混血犹太人（约1,000人）大多持有总统颁发的特殊许可证。然而，一些人也住在斯洛伐克，没有登记。:172
犹太人作为起义军的士兵和军官，以及各条战线上的游击队成员作战。参与战斗的一支部队完全由犹太人组成，他们是从诺瓦基集中营的250名前战斗准备就绪的被拘留者中招募来的。他们的游击队（“诺瓦基集团”）成为起义军第四战术集团的一部分。:169在班斯卡-比斯特里察空降到起义区的英国军事使团的四名成员在参加斯洛伐克起义的犹太战士中占据了特殊地位。他们所有人以前都住在当时的巴勒斯坦，并完成了降落伞课程。起义爆发后，四人立即自愿加入英国最高司令部打算派往斯洛伐克的军事委员会。特派团的任务是在英国陆军司令部和起义的斯洛伐克最高司令部之间进行协调。德国军队占领起义中心后，巴勒斯坦犹太伞兵撤退到山区。四名士兵中有三人死于起义。:171-172
大多数犹太游击队在不同的游击队中作战——在46个较大的游击队单位中，有32个单位有犹太人的名字。迄今为止，已确定的犹太参与者总数为1,566人，其中1,397人为男性，169人为女性。这意味着在总共约16,000名游击队员中，约10%是犹太人，留在斯洛伐克的犹太人中有6.4%参加了起义（由于之前的驱逐，当时斯洛伐克的大多数犹太人都是老年人）。这意味着决定支持起义的犹太人比例高于斯洛伐克战士在总人口中的比例。269名犹太游击队员战死，占所有参战犹太人的17%。166名参加起义的犹太参与者被授予民族起义I级和II级勋章。这使得犹太人参与斯洛伐克的反法西斯斗争处于犹太人参与欧洲抵抗运动的前沿，不仅在人数上，而且在参与强度上。:175-176

## 结果

### 德国占领政权和战争罪行

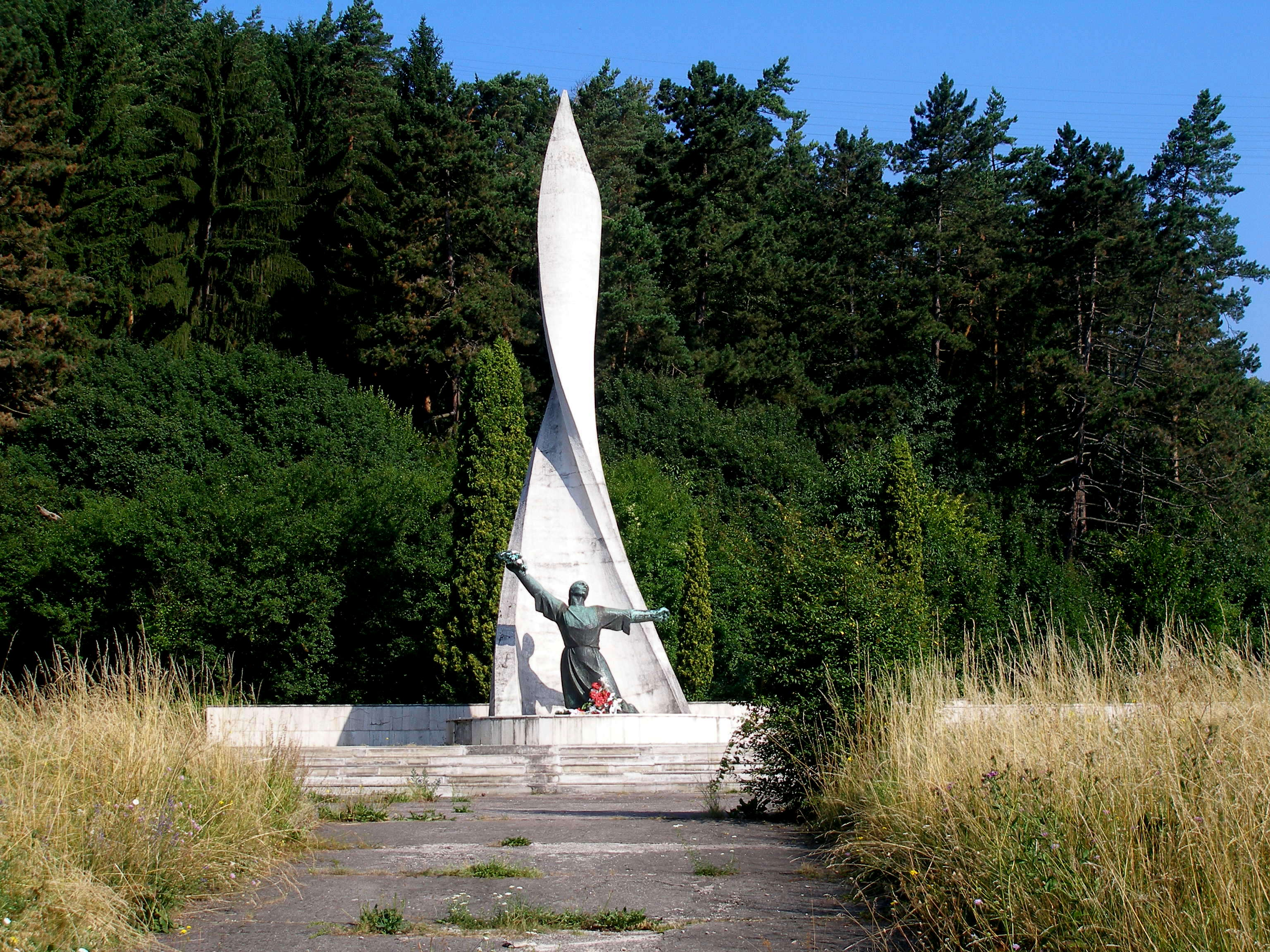
位于涅梅茨卡的纪念碑，纪念被H别动队和赫林卡卫队应急单位屠杀的至少400名居民

起义开始后，蒂索政权最终失去了本国的支持，完全依赖第三帝国。在接下来的时期里，党卫军部队与斯洛伐克部队和从斯洛伐克德国人中招募的“乡土卫队”一起，对游击队和平民采取了残酷的行动。起义结束后，对被俘起义者的报复措施和对前起义地区平民的“惩罚措施”导致受害者人数增加。:249公开处决、大规模枪击、驱逐到灭绝营和集中营以及焚烧社区和村庄现在是斯洛伐克日常的一部分。大多数行动是由H别动队组织的，该行动在起义爆发后不久被派往斯洛伐克，并且经常在当地人的帮助下进行烧杀。受害者主要是犹太人，但许多罗姆人、被捕的游击队和起义者及其支持者也未能幸免。:105-106总共约有30,000名斯洛伐克公民被驱逐到德国监狱、劳改营、拘留所和集中营（约三分之二被驱逐到监狱和劳改营）。:170
大规模袭击事件最多的地方是克雷姆尼察（743名受害者，其中包括280名妇女和99名儿童）和涅梅茨卡（至少400名受害者），枪击事件是由H别动队第14特别行动组在赫伯特·德夫纳上尉的领导下组织的，并在赫林卡卫队应急单位的一支部队的合作下进行的。:114-118H别动队的一项重要任务是逮捕起义的军事领导人，即韦斯特将军和戈利安将军。10月27日占领班斯卡-比斯特里察后，他们撤退到多诺瓦利山口，到达波赫龙斯基布科韦茨村，11月3日在那里被别动队第14组逮捕。两位将军在布拉迪斯拉发接受审问，然后于11月9日被带到柏林。目前还没有明确的证据表明将军们的命运，但根据历史学家欣德拉若娃的说法，一切都表明他们于1945年2月在弗洛森比格集中营被枪杀。:78-79
在镇压起义的过程中，德国国防军部队和别动队还发动了大规模的抢劫行动，而没有顾虑斯洛伐克国人为维护的伪主权。尽管斯洛伐克当局提出抗议，但这些活动也扩展到了斯洛伐克的非起义地区。1944年12月底，德国任命了一名“经济专员”，根据该专员的说法，所有原材料和粮食储备都转移到了德国，在劳动力转移后，工业厂房也完全由帝国当局控制。亨施（1994）评论说：“民族起义后，斯洛伐克仅出于伪装的原因保留了其“主权”外观，并已被视为“帝国内部问题”。”:278-279

### 犹太人的驱逐和屠杀
1944年8月底爆发的起义被德国领导人视为完成斯洛伐克犹太人口灭绝的机会。与1942年的驱逐不同，这次行动从一开始就几乎完全由德国机构组织和执行。保护函不再被认可。一个事实是斯洛伐克最高机构不打算继续驱逐犹太人，他们甚至试图保护他们。但当时他们的行为仍然是反犹太的，因为他们不想把起义的真正原因作为对政权的普遍和公开的拒绝表达。关于起义的起因以及犹太人在起义的准备、爆发和过程中所起的决定性作用，斯洛伐克和德国政府界意见一致。:173

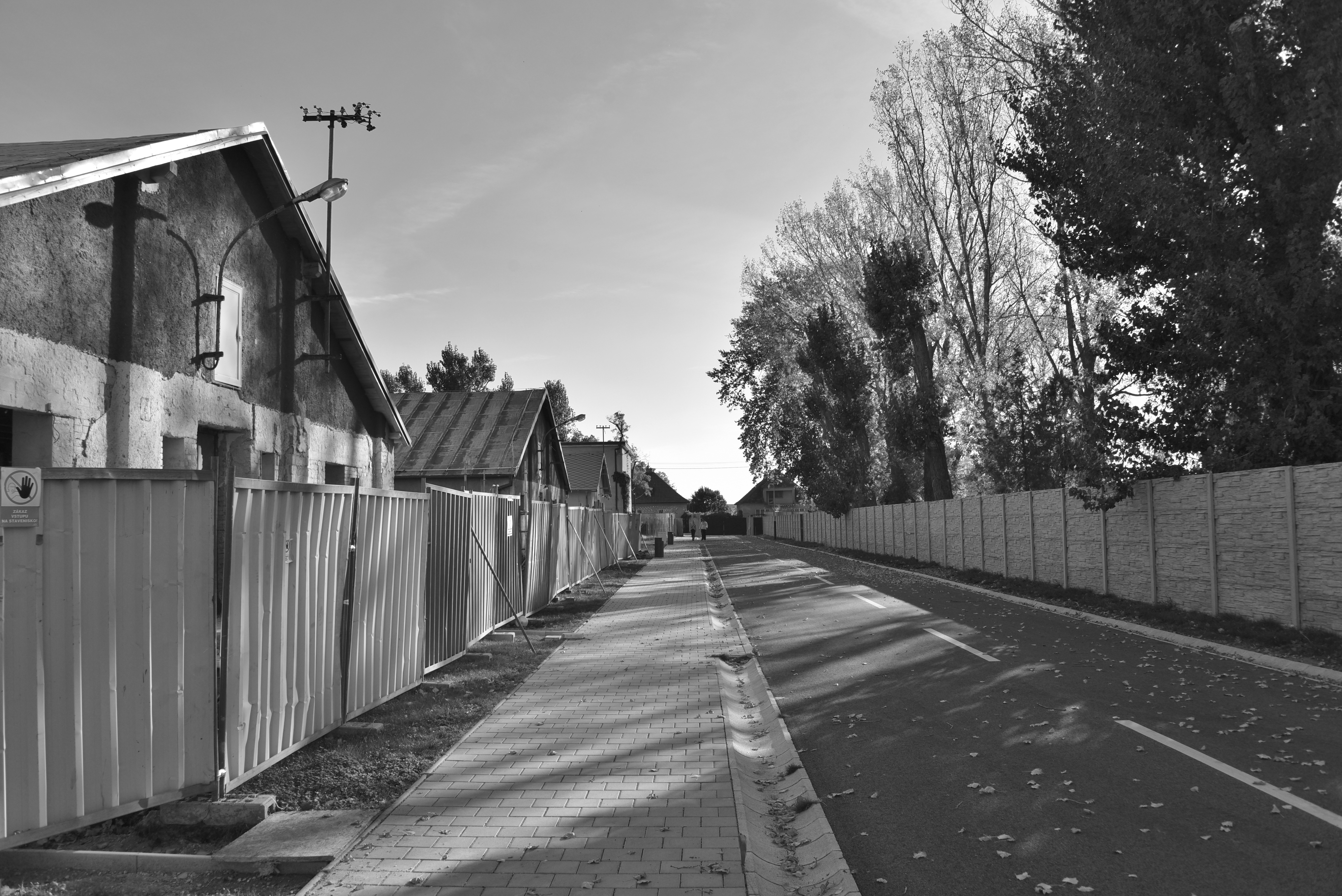
塞雷德集中营，犹太人在这里被驱逐到德国灭绝营

在现在宣布的“犹太问题”的激进解决方案中，约瑟夫·威蒂斯卡指挥的H别动队无疑发挥了主要作用。其活动实际上意味着逮捕犹太人，随后将其驱逐出斯洛伐克，或在斯洛伐克境内谋杀他们。行动在H别动队及其13和14特别行动组抵达后立即开始。9月的头几天，发生了大规模的袭击，逮捕了许多犹太人，特别是在托波尔恰尼和特伦钦；1944年9月底，斯洛伐克首都对犹太人进行了最大规模的突袭，1,600名犹太人被捕。逮捕行动通常由H别动队成员执行，通常在斯洛伐克人或德意志人的协助下进行。随后，被捕者被转移到最近的监狱，在那里他们被登记，在某些情况下被审问（使用酷刑），以便从他们那里了解其他隐藏的犹太人的下落。:93-98
大多数被捕的犹太人随后被转移到塞雷德集中营。特尔纳瓦附近的遗址在1942年驱逐期间已经是一个集中营，在1942年9月完工后，一直是多达1,200名犹太人的劳改营，直到1944年8月底，并在9月初被德国当局接管（德国入侵后不久，除15名犹太人外，其余犹太人都逃离了营地）。党卫队高级突击队领袖阿洛伊斯·布鲁纳是阿道夫·艾希曼在实现斯洛伐克犹太人种族灭绝方面最重要的合作者之一，他被命令前往斯洛伐克组织随后将犹太人从塞雷德运送到灭绝营。他抵达塞雷德后，斯洛伐克立即恢复驱逐，并将在接下来的六个月内继续驱逐，直到1945年3月底。到战争结束时，14,000多名犹太人（除了1942年约58000名被驱逐者外）在斯洛伐克领土上被驱逐或谋杀。:93-98
然而，在斯洛伐克同胞的帮助下，即使在第二阶段，也有大约1万名犹太人获救，其中一些人参加了武装起义。就人数而言，斯洛伐克人是以色列为营救犹太人而颁发的以色列国际义人的最频繁获得者之一。然而，第二次世界大战中导致种族灭绝的“犹太人最终解决方案”实际上引发了斯洛伐克封闭的犹太社区的解体。1945年、1948年和1968年的移民潮宣告犹太社区在斯洛伐克的终结。:173:85

### 伤亡数据
据估计，从起义开始到解放期间，被杀害的起义士兵和游击队员总数，以及阵亡的德国士兵人数，目前估计约为7500名士兵和2500名游击队员，其中斯洛伐克起义者在民族起义期间损失了约3000人（主要是士兵，但也有游击队员），另有约1000人在被俘期间死亡。通过斯洛伐克历史学家的研究工作，迄今为止可以确定约1500名受害者。:408:249历史学家马丁·拉茨科（2008）表示，直到今天，在起义的小规模冲突中丧生的德国士兵人数才得以客观量化。:196在1985年捷克斯洛伐克出版的一本关于斯洛伐克民族起义历史的选集中，作者指出德国的损失如下：4200名阵亡士兵，5000名受伤人员和300名囚犯。斯洛伐克民族起义中阵亡的德国士兵人数没有提及。
1944年9月至1945年3月，纳粹占领斯洛伐克政策造成的伤亡数据大多在4000至5000人之间，其中约2000人是犹太人。:224:201:249斯洛伐克民族起义博物馆（Múzeum SNP）在其2009年的出版物中估计，从1944年9月到1945年4月底，共有5305人被谋杀并埋葬在211个乱葬坑中。102个村庄和社区被完全或部分夷为平地。:163
此外，德国占领军摧毁或没收了800辆机动车辆和267架飞机。战争结束后，起义和前线通道在斯洛伐克造成的总损失估计约为1140亿克朗。道路、桥梁和铁路被毁。原来的近700台机车中只剩下22台。大部分隧道和铁路桥梁被掩埋或毁坏，道路交通也同样遭到破坏，约1500座桥梁被毁，500座桥梁受损。:163

### 对1945年以后斯洛伐克政局的影响
斯洛伐克民族起义的重要性不在于军事层面，而在于政治和道德层面。:74由于起义的失败，起义政治家的政治期望只得到了部分满足。随着起义的实现，他们能够将斯洛伐克从之前与第三帝国合作的负担中解放出来，获得了巨大的影响力，他们的政治观点必须在伦敦和莫斯科得到注意。但他们完全依赖外部力量进行解放，这大大恶化了他们在战后的地位。在红军逐步移交给民政管理的解放的斯洛伐克领土上，斯洛伐克民族委员会仍然能够保持事实上的权力垄断。直到1945年至1948年或1960年，捷克斯洛伐克新政府在布拉格全面成立后，斯洛伐克人通过起义赢得捷克政治的民族自治的所有要素逐渐瓦解。战后时期，参与起义的公民民主主义者和共产主义者的政治目标没有得到考虑。直到1948年2月，民主党人才设法保护斯洛伐克免受共产主义政权的侵害。斯洛伐克共产党人的情况也好不到哪里去，作为20世纪50年代党内清洗的一部分，他们中的大多数人被送进了监狱。尽管如此，起义及其对政治自由和民族自治的斗争，给了斯洛伐克当时自豪地宣称的理想，并延续到了1989年以后。:131-132

### 合法再确认

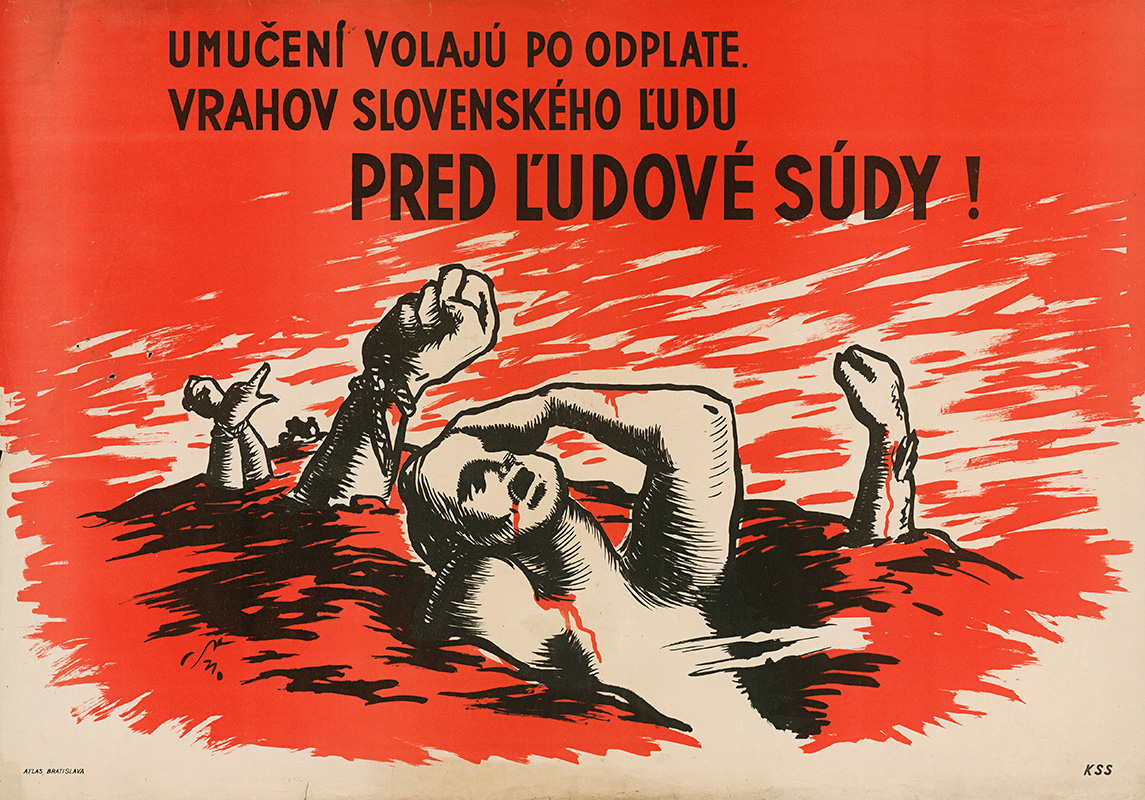
1946年斯洛伐克民族委员会的海报：殉道者寻求复仇，将斯洛伐克人民的屠夫带到人民法庭！

斯洛伐克国存在了六年后灭亡，但在重新建立的共和国的头几年，有些地区完全属于斯洛伐克民族委员会的职权范围，斯洛伐克自治政府的立法机构，因此被剥夺了布拉格中央政府的决策权。其中一个领域是起诉1938年以来犯下的罪行。这是基于战争期间或战后不久达成的相关盟军协议。该法令由捷克斯洛伐克流亡政府在伦敦制定，其中载有起诉纳粹和战争罪犯的规定，但被斯洛伐克民族委员会拒绝，结果捷克斯洛伐克最终根据两套不同的标准在这一领域开展工作。在共和国西部，基本规范是1945年6月19日所谓的《大报复法令》；在斯洛伐克，一个月前已经生效的是斯洛伐克民族委员会第33/1945号法令。:224-225
关于捷克历史学家莲卡·欣德拉若娃的研究中审查的100名H别动队领导人，出现了以下情况：共有5名党卫队领导人被捷克人民法院定罪，并具有最终效力。然而，这些人都没有对在斯洛伐克犯下的罪行负责——他们都必须为之前在波希米亚和摩拉维亚保护国的活动负责。三人被判处死刑，两人分别被判处五年和十二年监禁。:233在100名党卫队领导人中，只有一人在斯洛伐克接受审判。其他人也接受了调查，但结果不足以将被告绳之以法。:248在德意志联邦共和国，没有一名H别动队党卫队领导人因在斯洛伐克的活动而被定罪。不过他们中的一些人不得不为战争期间的行为向德国联邦法院负责，在某些情况下甚至不得不服刑。共有10名H别动队党卫队领导人在德意志联邦共和国因在斯洛伐克境外犯下杀人罪而被定罪。:289除捷克斯洛伐克和德国外，H别动队成员在其他国家也被追究责任，在某些情况下被最终定罪。四名突击队领导人被判处死刑，随后被处决。:299

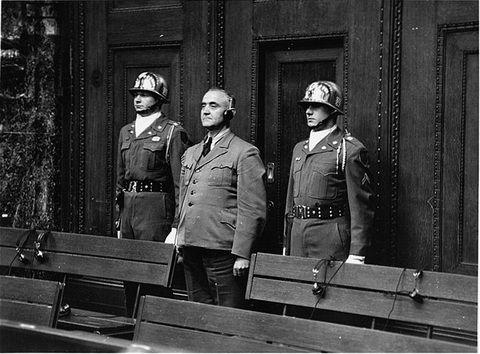
戈特洛布·贝格尔在纽伦堡审判出庭

然而，斯洛伐克人民法院对其他人的定罪具有最终效力，这些人或多或少与H别动队的活动有关:248。例如，1947年12月3日，布拉迪斯拉发国家法院判处前德国驻布拉迪斯拉发特使汉斯·埃拉德·卢丁和德国驻斯洛伐克指挥官赫尔曼·赫夫勒绞刑。两人共被判27项罪名成立，他们的罪行主要包括参与“对斯洛伐克人民的政治、经济和其他压迫”。赫夫勒在捷克斯洛伐克共和国境内率德国军队作战，对抗红军、盟军其他军队、斯洛伐克民族起义者和斯洛伐克游击队；两人都为纳粹德国服务，下令并参与将斯洛伐克公民驱逐出境。”死刑于1947年12月9日执行。:2481948年2月27日，斯洛伐克“犹太事务专员”迪特尔·维斯利策尼也在布拉迪斯拉发被处决。另一方面，第一位德国指挥官戈特洛布·贝格尔未能被捷克斯洛伐克机关扣押。:248
布拉迪斯拉发国家法院的另一项审判，即对斯洛伐克前总统约瑟夫·蒂索的审判，引起了更大的轰动。斯洛伐克前内政部长亚历山大·马赫和前内政和外交部长费迪南德·尤昌斯基与他一起受审。有争议的判决于1947年4月15日作出。蒂索被判处绞刑，三天后执行了死刑。法院还对缺席的尤昌斯基判处死刑。另一方面，马赫被判处30年监禁，尽管后来刑期减至25年，由于大赦，马赫最终于1968年初获释。在1947年11月11日国家法院的另一次审判中，1944年9月5日上任的其他部长也被判有罪，如国防部长斯特凡·哈什希克缺席被行刑队判处死刑。其他人则因监禁被判处不同的刑罚，例如前总理兼外交部长斯特凡·蒂索（30年）、财政部长米古拉什·普鲁任斯基（6年）、经济部长盖扎·梅德日茨基（7年）、教育和国家启蒙部长阿拉达尔·科奇什（6年）和交通和公共工程部长乌多维特·雷德纳尔（4年）。此外，1946年8月，国家法院判处赫林卡卫队参谋长兼安全国务秘书奥托马尔·库巴拉死刑，随后枪决。:248-249

## 反响

### 同时期解读（1944-1945）

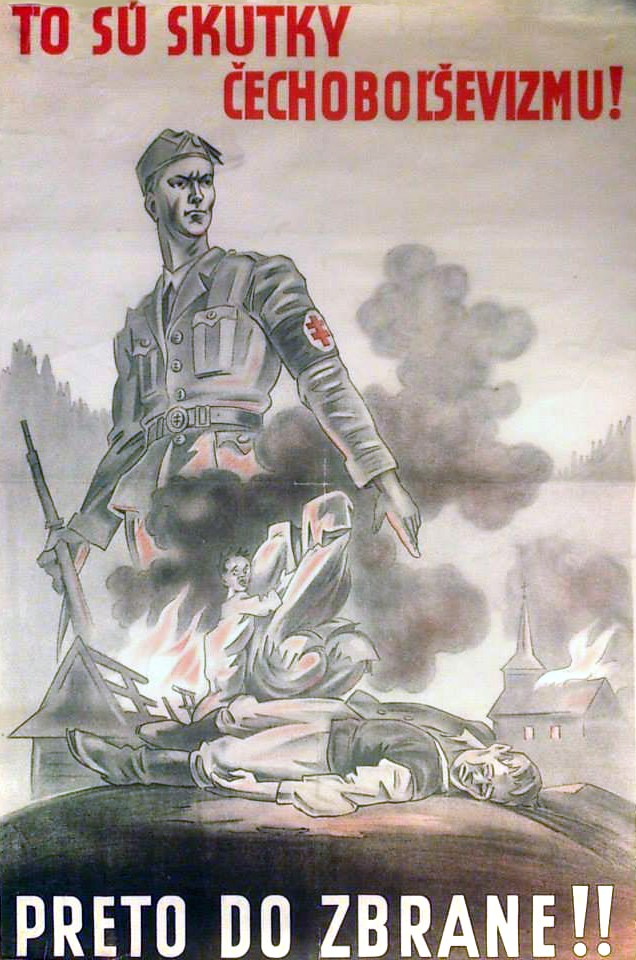
人民党的镇压海报，上面写着：这是犹太人-布尔什维克的行动——拿起武器吧！

1944年9月和10月，斯洛伐克合作政权的代表将起义称为规模小、毫无准备、毫无意义和外国策动的——这是“非斯洛伐克元素”的工作：所谓的捷克斯洛伐克人、捷克人、犹太人、俄罗斯伞兵和国内叛徒。对于蒂索总统和人民党（赫林卡）的领导层来说，斯洛伐克民族起义是一场纯粹的共产主义阴谋，一小部分斯洛伐克人以虚假事实为借口，任由起义概念被滥用。他们认为国家的崩溃是一种历史误解，他们认为这是由于外国势力的干预和从莫斯科和伦敦引进的外国意志造成的。执政党人民党及其意识形态继任者的同情者认为，这是一场犯罪、反民族、亲捷克、亲布尔什维克和反基督教或者是路德宗的阴谋，是对国家主权的恐怖主义和自相残杀的内战。:302:202镇压起义后，德国赞助人宣布伟大胜利的需要占了上风——因此，斯洛伐克官方媒体也将“政变”重新归类为“起义”。:202
流亡总统贝奈斯希望将斯洛伐克民族起义视为他对战前捷克斯洛伐克忠诚的确认。然而，他在伦敦的流亡政府也不得不接受斯洛伐克国家机构的自信行为，1945年后，事实证明很难回到战前的中央集权。大多数斯洛伐克非共产主义组织者和参与者希望在平等权利原则的基础上建立一个新的斯洛伐克和捷克联合民主国家。:202

### 战后民主捷克斯洛伐克的评价（1945-1948）
1945年8月29日，在庆祝斯洛伐克民族起义一周年之际，捷克斯洛伐克总统贝奈斯参加了起义受害者纪念碑的奠基仪式。庆祝活动旨在动员人们在捷克斯洛伐克的框架内重建饱受战争蹂躏的斯洛伐克，最重要的是，传递一个信息：这场战争是“反法西斯”的，“法西斯分子”应对所有暴行和罪行负责。接下来的斯洛伐克民族起义周年纪念反映了斯洛伐克国家机构的权威被布拉格机构所取代。起义者关于捷克斯洛伐克联邦化的想法没有得到实施——这不仅是因为捷克方面的拒绝，还因为斯洛伐克民主党人和共产党人之间的政治冲突，后者成为了中心主义复兴的工具。:204-205

### 共产主义捷克斯洛伐克的重新解释（1948-1989）
1948年2月上台后，捷克斯洛伐克共产党获得了管理斯洛伐克民族起义“历史遗产”的专有权。1948年二月事件后，曾经是1944年起义最高机构的斯洛伐克民族委员会本已微不足道的职权被削减为最低限度的代表职能。接下来，捷克斯洛伐克军队的将军们，只要他们是斯洛伐克人和起义的前重要成员，都被解雇并监禁。所有非共产主义者的起义领袖都受到谴责、迫害，并被排除在任何荣誉之外（如约瑟夫·莱特里希、扬·乌尔西尼、维利亚姆·琴戈尔和马泰伊·约斯科）。这一过程在1949年已经完成。:308在1949年的五周年纪念日，宣布共产党是“起义的唯一领导和组织力量”，克莱门特·哥特瓦尔德“亲自从莫斯科和基辅策划起义”，并从那里领导起义。斯洛伐克民族起义加强了“捷克人和斯洛伐克人在一个统一和不可分割的国家中的兄弟情谊”。:209
根据斯洛伐克历史学家埃莱娜·曼诺娃（2011）的说法，对1949年至1964年共产主义捷克斯洛伐克起义的评估的特点是剥夺了对民族起义的记忆：
‘社会主义捷克斯洛伐克人民’的建设开始了，他们愉快地与苏联并肩建设社会主义。那些已经有过反对不民主政权经验的人的倡议是不受欢迎的。20世纪50年代的政治清洗、恐吓和政治审判也影响了许多前起义者，通常不允许公开表达对斯洛伐克民族起义的不同解释。:208
历史宣传将这一事件定义为“共产主义（起义）”，党内竞争对手被贴上“假共产主义者”的标签，并被定为叛徒。斯洛伐克和捷克共产党领导人之间的权力斗争是所有多民族共产主义国家发生的反对所谓公民民族主义运动的一种变体。南斯拉夫与苏联决裂后，几名斯洛伐克共产党领袖被指控（据称）是反捷克的“资产阶级”民族主义者。在民族起义期间提出的建立捷克斯洛伐克联邦组织的呼吁被视为未来分裂的第一步。:210-211
在1950年捷克斯洛伐克共产党第九次代表大会上，1944年的共产党起义领导人随后被指控为“资产阶级民族主义”。1951年4月18日，胡萨克和诺沃梅斯基在捷共中央委员会的一次会议上被指控准备在起义期间转向阶级敌人的立场。诺沃梅斯基和胡萨克被审判，1952年12月，1944年斯洛伐克国民议会前主席、前共产主义者卡罗尔·什米德克在不明原因的情况下去世。:308-309德国历史学家沃尔夫冈·费诺尔（1992）写道：
后来很明显，1944年斯洛伐克起义的事实和遗产与哥特瓦尔德领导下的捷克斯大林主义共产党人一样不匹配贝奈斯领导下的捷克民间力量。在布拉格，人们很快意识到起义的意义远远不止于历史意义，如果其传统不能尽快得到控制并在理想的意义上变形，它将不可避免地成为斯洛伐克所有解放和平等愿望的素材。[…]1954年起义十周年之际出现在捷克斯洛伐克图书市场上的一切都只不过是最原始的历史捏造[…]。:309
沃尔夫冈·费诺尔将“对起义的新权威解释”总结为以下六点：
- 起义是共产党领导下的全体斯洛伐克人民的事业。
- 这场起义仅被视为捷克斯洛伐克整体抵抗运动的一部分。
- 起义是由莫斯科的共产党哥特瓦尔德集团准备和组织的。
- 从军事角度来看，起义是由游击队而不是斯洛伐克军队发动的。
- 如果没有苏联的积极支持，起义是不可能发生的。
- 由于斯洛伐克军官的无能和贝奈斯集团在伦敦的阴谋，起义最终失败了。[4]:309-319

古斯塔夫·胡萨克和他的同志于1960年从监狱获释，但直到1963年底才在道德上得到平反，因为他们担心在“斯洛伐克资产阶级民族主义者”平反后，他们从民族起义时代开始的政治纲领可能会被延续。:2111960年的新宪法完全降级了斯洛伐克民族委员会，并将行政部门直接从属于布拉格。:215此外，斯洛伐克的双十字架被克里万山上的火所取代，这是为了象征斯洛伐克民族起义，成为捷克斯洛伐克社会主义共和国（ČSSR）的国徽。
在20世纪60年代后半期，对起义记忆的国家化再也无法停止。1968年，媒体自由讨论了之前保密的起义的各个方面。自1948年以来，民主抵抗运动的代表首次出现在当地周年庆典的看台上。苏联的占领和随后所谓的正常化结束了多元记忆。1969年后，历史学家对起义唯一有约束力的官方解释是古斯塔夫·胡萨克在1964年的回忆录中提出的“民族共产主义”解释。

### 现代斯洛伐克的评估

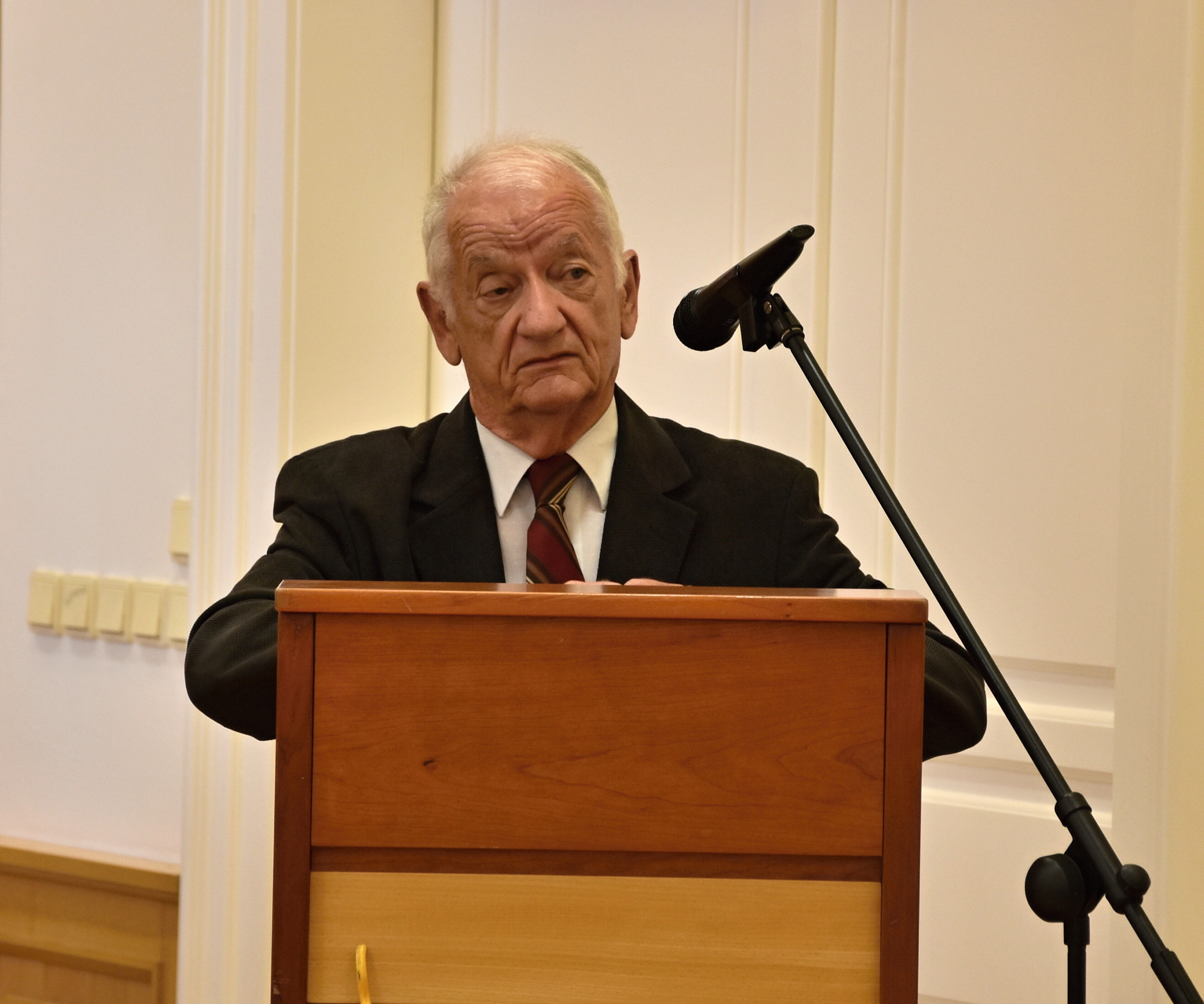
斯洛伐克历史学家伊万·卡梅内茨在斯洛伐克历史学会上面发言

共产党权力的垮台结束了神圣记忆，催生了自由讨论的可能。1991年4月，在斯洛伐克历史学会第10次会议上，专家们提出了如何评估起义的问题。在这次会议上，大多数人接受了持不同政见者和历史学家约瑟夫·雅布洛尼茨基的概念，他在1990年以《没有传说的起义》一书的形式提出了这一概念。其目的是强调非共产主义公民抵抗的重要性和军队的作用，同时不否认共产党和游击队运动的重要性。:425-4261989年和1993年后的斯洛伐克政府接受起义为国家传统。1994年8月，六位总统参加了起义50周年纪念活动。1993年1月成立的斯洛伐克军队承认了这一传统。:218直到2005年，民族起义的周年庆典每五年才举行一次，但自2006年以来，纪念活动每年举行一次。从那时起，外国参与者的兴趣也有所增加：2006年有15个外国大使馆参加了庆祝活动，到2013年已经有27个了。
与此同时，20世纪90年代有人试图建立将1939年至1945年的斯洛伐克国视为当今斯洛伐克的前身和参照点的解释。这些观点首先以新人民党（卢达克）史学（斯洛伐克流亡历史学家和斯洛伐克文史学会的一些历史学家）为代表，认为抵抗运动是“反民族的”，起义开始的那一天是“灾难”和“难以置信的阴谋”。它们引发了激烈的争议，但被大多数历史学家拒绝。斯洛伐克历史学家伊万·卡梅内茨在民族起义爆发70周年之际接受采访时解释了斯洛伐克民族起义与斯洛伐克民族问题之间的关系：

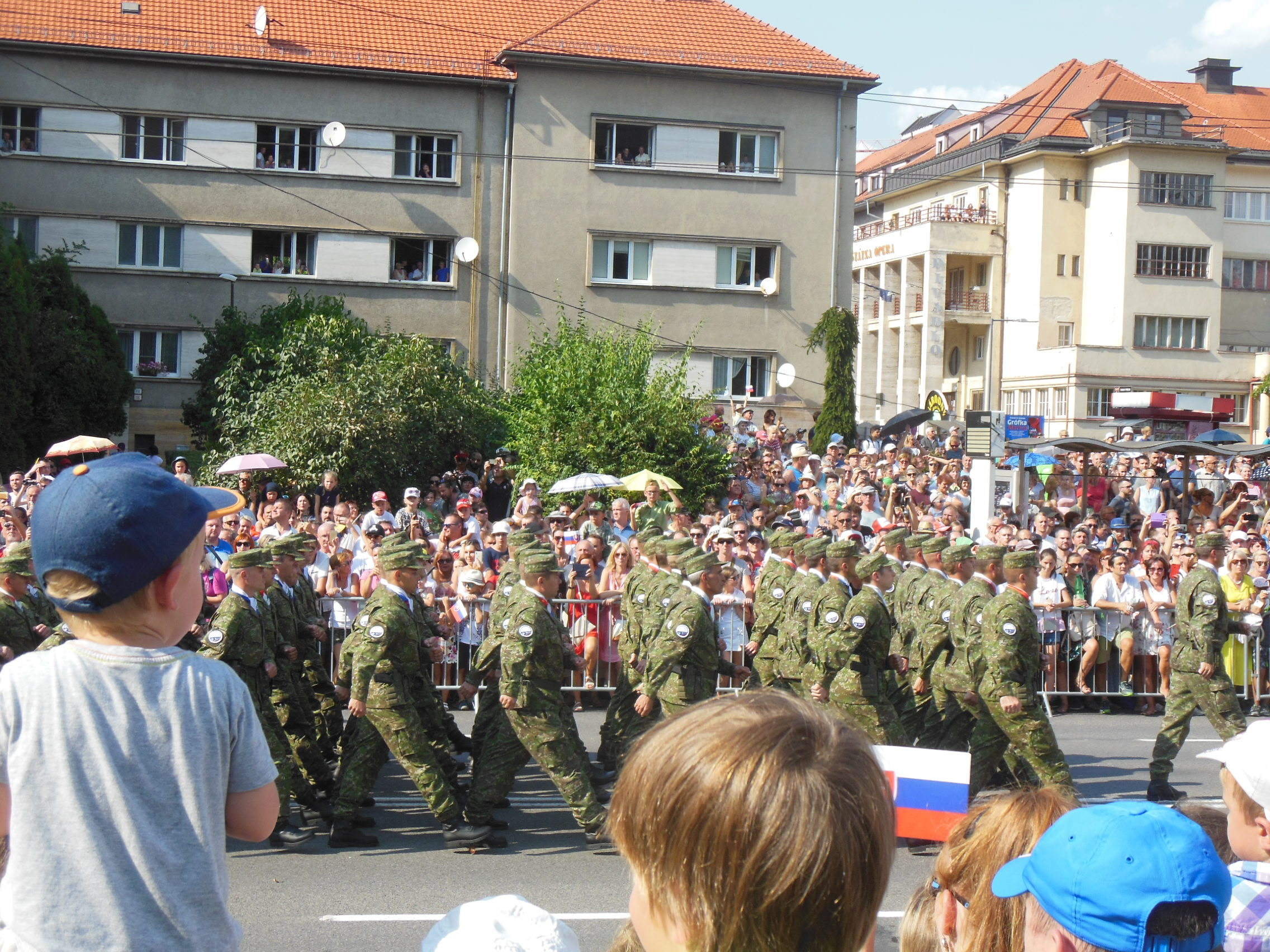
斯洛伐克民族起义75周年纪念军事游行（2019年）

起义并没有否定斯洛伐克的国家地位，只是否定1939年后存在的国家形式——也就是说，由于纳粹侵略捷克斯洛伐克，在德国的压力下建立了一个不民主的政权。当斯洛伐克民族起义爆发时，它宣布了自己的目标，其中之一是重建捷克斯洛伐克共和国，但不是慕尼黑（协定）之前或1920年宪法之后存在的形式，该宪法提到了‘捷克斯洛伐克民族’。起义明确要求斯洛伐克在新共和国中享有平等地位。
斯洛伐克历史学家马丁·拉茨科（2008）还指出，关于民族起义，军事起义源于当地，主要由当地人（经济学家、将军、军官）准备，因此主要是斯洛伐克的事情。自1944年10月以来出现的认为这是“捷克人”或“犹太人”行动的观点是错误的，与事实完全不符。然而，这场起义很难被理解为字面意义上的民族事业，因为在当时260万斯洛伐克公民中，只有不到8万人武装并积极参与——他们中的大多数人都是动员的一部分。全国大多数人“没有参加起义，也没有表现出真正的兴趣”。人们可以从斯洛伐克民族起义的政治和道德意义来谈论它的整体民族方面。:197
斯洛伐克政治话语中总是隐含着对民族起义的象征性提及。起义的主题引发了政治问题，这些问题至今仍是斯洛伐克人集体记忆和两种相互竞争的历史文化的特征。斯洛伐克历史学家埃莱娜·曼诺娃（2011）写道：
非常简单地说，1939年至1945年斯洛伐克民族起义与斯洛伐克国之间的关系可以被视为关于政府形式的争端（独裁与民主），或关于宪法秩序的争端（斯洛伐克民族主义与中央集权的捷克斯洛伐克主义）。[…]作为一场反对法西斯主义的人民解放斗争，民族起义在20世纪60年代和90年代寻求民族和国家认同的过程中被证明是一个‘有用的过去’（雅克·鲁普尼克）。当起义被置于其历史背景下时，问题就开始了，与前一时期的斯洛伐克国有关。许多人将民族起义的意识形态信息归结为反对德国纳粹主义，但并不觉得需要对斯洛伐克国的独裁法西斯政权进行批判性审查。:236-237
社会学研究表明，对于许多公民来说，不相容的过去不会带来任何困难——一些受访者对民族起义和蒂索政权都持积极态度。20世纪90年代中期，当社会因“民族主义者”和“世界主义者”之间的冲突而严重两极分化时，斯洛伐克民族起义主要被积极看待。在2003年进行的一项代表性调查中，斯洛伐克民族起义在1918年后的积极历史事件中排名第四。评价最负面的事件是斯洛伐克驱逐犹太人。在最受欢迎的节日中，斯洛伐克民族起义也排在第四位。51%的人认为塔特拉山脉是最强烈的象征，其次是基督教十字架（25%）、德温城堡（23%）、斯洛伐克双十字架（21%）——和班斯卡-比斯特里察的斯洛伐克民族起义纪念碑（12%）是当代历史的唯一象征。:236-237在Focus民意研究所2016年对斯洛伐克民族起义进行的一项代表性调查中，共有82%的斯洛伐克人表示，他们认为这是一个“我们应该感到自豪”的事件。10%的斯洛伐克人强烈反对，认为起义是他们不应该为之骄傲的事件。
在今天的斯洛伐克，斯洛伐克民族起义尤其受到极右翼人民党-我们的斯洛伐克的批评，该党称赞与第三帝国合作的斯洛伐克国领导人是民族英雄。2015年8月29日，在斯洛伐克民族起义周年纪念日，该党领袖马里安·科特莱巴作为班斯卡-比斯特里察地区主席在市政办公室升起了黑旗。:217

## 国际反响
斯洛伐克历史学家斯坦尼斯拉夫·米切夫（Stanislav Mičev）是班斯卡-比斯特里察斯洛伐克民族起义博物馆的馆长，他在2014年70周年之际哀叹道，尽管它几乎与华沙起义同时发生，双方出动了更多的部队，战区也更大，但斯洛伐克民族起义是一场“基本上被遗忘的起义”。
在德国史学中，1944年秋季的斯洛伐克起义——就这一事件所受到的关注而言——本质上被描述为一场反对德国“保护力量”和教权独裁蒂索政权的民族抵抗斗争。克劳斯·舍恩赫尔认为，这种方法原则上公正地对待了事件，但在他看来，这种方法忽略了将事件置于中东欧和东南欧整体军事局势的背景下。这是因为——根据舍恩赫尔的评估，这场起义，再加上几天后开始的红军对贝斯基德山前线的袭击，可能会对第三帝国在东南欧的军事和政治地位构成重大威胁。乌克兰第一方面军的行动仍处于恢复阶段，只能从这个角度来解释。红军既不想也不能错过与起义军联合在乌克兰北部和南部集团军后方形成超大桥头堡的机会。:60
德国历史学家马丁·屈克特（2013）指出，1944年的斯洛伐克民族起义与华沙起义一样，是“中欧东部反对国家社会主义统治体系及其盟友的最大起义”。:243捷克历史学家莲卡·欣德拉若娃（2013）表示，斯洛伐克民族起义也是“欧洲武装抵抗国家社会主义和合作政权历史上最大的事件之一”。:60
德国记者和历史学家罗兰德·舍恩菲尔德（2000）对1939年至1945年斯洛伐克民族起义的重要性和斯洛伐克国家地位的困境进行了如下评估：
斯洛伐克在没有放弃的情况下无法摆脱其保护力量德国的怀抱。其政府和部分人口曾与一个外国、不道德和犯罪的国家合作。起义向战胜国证明，大部分斯洛伐克人民不同意这一恶魔般的协议，并准备冒着生命危险将他们的祖国从外国的‘法西斯’统治中解放出来。斯洛伐克人能够进入战后重建的捷克斯洛伐克共和国，作为一个为盟军对抗文明世界敌人的斗争做出贡献的民族。:141
德国历史学家沃尔夫冈·费诺尔（1992）强调：
从平面的历史意义上讲，斯洛伐克人在蒂索统治下的生活比历史上任何时候都要好，无论是物质上还是文化上。更令人钦佩和难忘的是，正是斯洛伐克人在1944年的大胆起义中重建了捷克斯洛伐克，从而是在南斯拉夫之后的非法抵抗法西斯主义中取得了最大的政治和军事成就。因为罗马尼亚人、保加利亚人和芬兰人只是在苏联军队深入（他们领土的）森林时才将武器转向德国人，而斯洛伐克人在苏联坦克驶过他们家园的山谷和村庄之前就站了起来。:312-313
此外，历史学家安娜·约斯科在维克托·马马泰和拉多米尔·卢扎于1980年出版的捷克斯洛伐克历史国际卷中写到了斯洛伐克民族起义：
法兰提塞克·帕拉兹基在他的《捷克人民史》中声称，各国用鲜血将自己的名字铭刻在历史上。通过抵抗德国民族社会主义和斯洛伐克起源的法西斯主义，以及通过争取民主和自由的斗争，斯洛伐克人民用鲜血和火焰书写了他们历史的新篇章。斯洛伐克民族起义是斯洛伐克抵抗运动在第二次世界大战期间达到高潮的一次起义，成为现代斯洛伐克历史和捷克斯洛伐克历史的高潮。与华沙起义一起，这是欧洲抵抗运动中最杰出的行为。:408
根据以色列历史学家耶沙亚胡·耶利内克（1976）的说法，斯洛伐克民族起义也“挽救了国家的荣誉”，根据其统治者的意愿，国家注定是德意志帝国的最后一个盟友。:126
沃尔夫冈·费诺尔在回答1944年的斯洛伐克起义是否能真正算得上斯洛伐克民族起义的时候表示：
从1943年夏天到1944年夏天的阴谋实际上只是由二十多人组成的一小群斯洛伐克精英的事情，其中大多数是军官。起义本身是由4万到5万名士兵进行的；不算多。但是，斯洛伐克这个小国拥有革命人格的惊人经历，从自己的子宫里诞生了一支英勇战斗的军队，这一切都是在几乎没有外界帮助的情况下，通过自己的努力，使1944年秋天的事件成为一个“民族”事件。:313-314
捷克历史学家扬·里赫利克（2012）指出，尽管斯洛伐克民族起义当然有留在斯洛伐克的其他犹太人、捷克人和其他国家的成员（总共30个不同的国家）加入，但起义实际上是斯洛伐克的，斯洛伐克士兵和游击队的数量证明了这一点。:251此外，里赫利克还评论了起义与斯洛伐克国家地位之间关系的主题，这在斯洛伐克史学中经常被讨论。里赫利克强调，斯洛伐克民族起义并没有摧毁斯洛伐克国，因为大国已经决定解散它。虽然斯洛伐克民族起义确实宣布了捷克斯洛伐克共和国的复兴，但这并不意味着放弃斯洛伐克国家地位，相反，斯洛伐克的国家地位将在捷克斯洛伐克的框架内得到维护和进一步发展。:268
美国历史学家约翰·赖德（2014）调查了斯洛伐克民族起义是否可以被视为斯洛伐克内战的问题。赖德的方法基于美国历史学家阿尔弗雷德·里伯对内战的定义，他将“内战”描述为“两支相对势均力敌的军队之间的斗争，由两个声称对同一领土拥有权力的敌对政府领导。外交政策仅限于人力和装备，这场冲突不会演变为国际冲突。”:424根据这一定义，赖德认为斯洛伐克内战是没有依据的。诚然，斯洛伐克民族委员会和斯洛伐克政府都声称在国家内部拥有合法权力，并投入了大量军队参与战斗。然而，德国国防军作为对抗起义军的主力部队的作用是有问题的，因为只有少数斯洛伐克人（乡土卫队、赫林卡卫队）与起义者作战，如果没有德国的干预，内部冲突就不会达到顶峰。此外，德国军队显然不是为了维护人民党政权而战，而是斯洛伐克被一支外国军队占领，这支外国军队只想消灭自己战线后面的危险敌人。:427
德国历史学家马丁·屈克特（2014）再次专注于斯洛伐克游击队运动的作用。屈克特指出，班斯卡-比斯特里察起义的领导层和苏联游击队工作人员最终都计划将他们纳入军事组织，但这一转变没有成功，因为游击队既不能融入常规作战结构，起义军及其士兵也不能永久转变为游击战。:413

## 研究

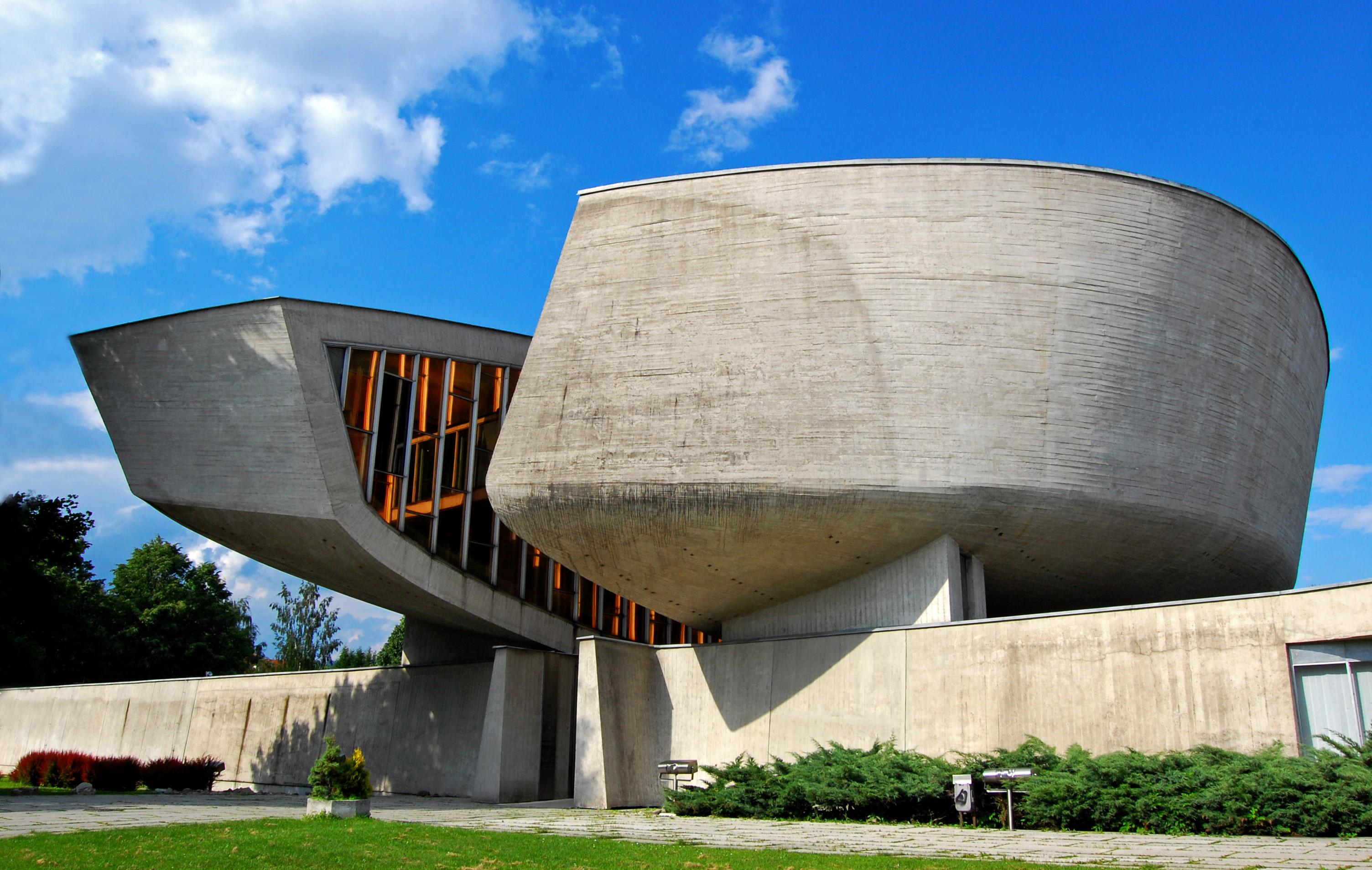
位于班斯卡-比斯特里察的斯洛伐克民族起义博物馆

虽然从德国的角度对1941年6月德国入侵苏联和随后的苏德战争进行了深入的研究，但1944年秋季的斯洛伐克起义和同期北乌克兰集团军对喀尔巴阡山口的防御却很少受到德意志联邦共和国历史学家的关注。:39克劳斯·舍恩赫尔用德语详细描述了斯洛伐克起义中的战斗和各个单位。在1944年Herbst出版的《Die Niederschlagung des Slowakischen Nationalaufstands im Kontext der deutschen militärischen Operationen（在德国军事行动背景下镇压的斯洛伐克民族起义）》一书中，他还对沃尔夫冈·费诺尔的研究进行了批判性审视，该研究长期以来被视为德国历史研究的标准著作，他在指出了费诺尔的许多事实错误。在另一篇文章中，舍恩赫尔分析了斯洛伐克民族起义如何影响维斯瓦河和南喀尔巴阡山之间的德国-匈牙利防御战线的军事形势。:17:194
费诺尔的出版物于1969年出版，标题为《捷克斯洛伐克起义——1944年开始斯洛伐克自由战争》，1983年改成《塔特拉山的起义——1939-1944年斯洛伐克战役》被塔季扬娜·滕斯迈耶拒绝，称其为“德国国防军的正当理由”。:172013年，莲卡·欣德拉若娃的论文《破坏的结局》发表，作者在论文中论述了1944年夏末来到斯洛伐克打击抵抗运动的H别动队，作为纳粹浩劫后期所犯罪行的代表。这本书以德语和英语出版。2017年，德国历史学家马丁·屈克特、尤尔根·扎卢斯基和福尔克尔·齐默曼出版了《第二次世界大战中的游击队——欧洲抵抗运动背景下的斯洛伐克民族起义》。这本书一方面论述了1939年至1945年间斯洛伐克和其他欧洲国家游击队运动的出现和组织，另一方面也论述了游击队团体的一般政治和社会背景以及各自的纪念文化。
德国历史学家克劳斯·舍恩赫尔认为，有两个因素决定了人们对德国史学在贝斯基德山起义和北乌克兰集团军的防御战中缺乏兴趣。首先，由联邦军事局（弗莱堡）持有的北乌克兰集团军及其下属部队以及作战后方指挥机构的不完整档案，将使对第二次世界大战这一事件进行更深入的研究变得更加困难。其次，1944年夏秋在其他战区（如法国、巴尔干半岛和东线中部和东部）的战斗对第二次世界大战最后阶段的进程产生了重大影响，斯洛伐克的事件几乎没有受到任何关注。:39-40
斯洛伐克的抵抗研究非常关注民族起义。这方面的一个重要机构是班斯卡-比斯特里察的“斯洛伐克民族起义博物馆”（斯洛伐克语：Múzeum slovenského národného povstania）。:251在扬·尤利乌斯·托特、帕沃尔·博萨克和米兰·
盖多什的编辑责任下，以高度专业的质量对起义历史的各个阶段进行了军事科学描述，包括盖多什关于第三战术组的作品和博萨克关于起义军第一战术组的著作。还应强调威廉· 普雷钱撰写的斯洛伐克民族起义文件的独特数量。:312对斯洛伐克民族起义的历史编纂学的研究，例如约瑟夫·雅布洛尼茨基的研究，指出了这一事件的工具化，从而证明了这些解释的政治功能。:411近年来，越来越多的人试图将抵抗和起义置于欧洲历史大背景中。最近，批评游击队和苏联作用的起义报道引起了争议。:250-251

## 文化和艺术纪念

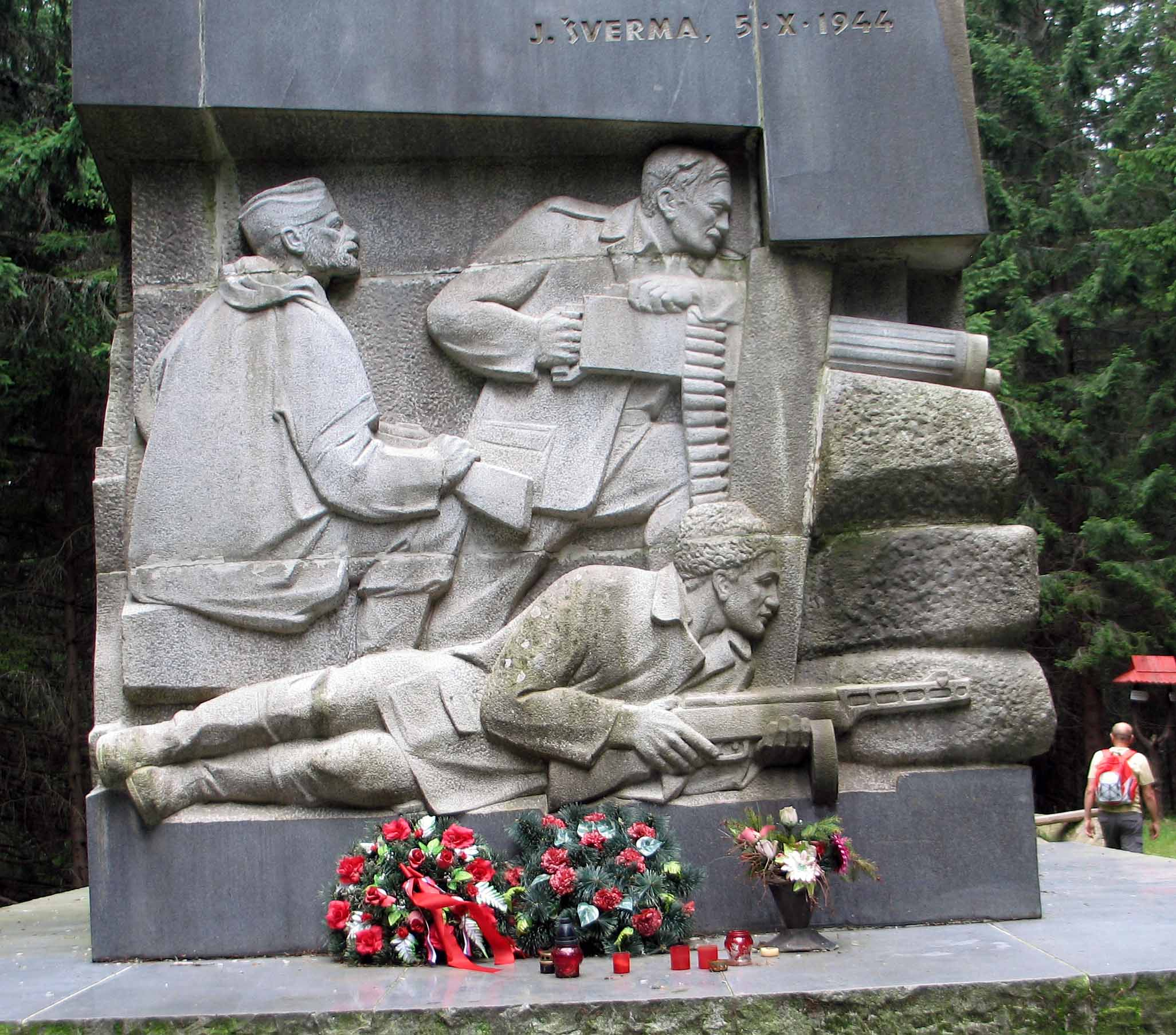
位于德迈诺夫斯卡多利纳的斯洛伐克民族起义纪念碑

对第二次世界大战期间反对国家社会主义和反对其独裁统治制度的抵抗的记忆在斯洛伐克今天仍然非常重要，斯洛伐克民族起义是纪念的中心。许多城市都以它命名街道或广场:250班斯卡-比斯特里察和兹沃伦的主广场都是以SNP命名，布拉迪斯拉发的前市场广场自1962年以来也以SNP命名。SNP大桥是该市在多瑙河上的第二座桥梁，也位于布拉迪斯拉发。全长769公里的Cesta hrdinov SNP（SNP英雄之路）从布拉迪斯拉发的德温城堡延伸到杜克拉山口，是斯洛伐克最重要的主要旅游路线，与E8欧洲长途步行道的斯洛伐克段基本重合。
早在1989年之前，起义就已经是斯洛伐克电影制作的首要主题，为周年庆典制作了100多部电影（主要是纪录片和约40部故事片）。导演帕洛·别利克制作了传奇片《狼洞》（Vlčie diery），它充满了悲情，从胜利者的角度出发，但也有生动的人物，超越了黑白思维，并使用了直接来自起义的纪录片。首映式原定于1948年8月斯洛伐克民族起义四周年，但由于意识形态上的保留，一些场景不得不重新制作：电影委员会要求强调“本国背叛”和苏联解放者所扮演的角色。与公共生活中的任何地方一样，从1949年到1955年，电影摄影中也有具有约束力的意识形态教条：民族主题与“资产阶级民族主义”的幽灵有关。起义的主题直到20世纪50年代后半期才合法化。在1963年至1970年斯洛伐克电影的黄金时代，这一事件的各种道德方面——包括尤拉伊·雅库比斯科的《逃兵与朝圣者》（Zbehovia a pútnici，1968）中的游击队抢劫——已经可以进行艺术处理和宣传。在20世纪70年代和80年代，只有忠于国家的反法西斯英雄游击队斗争的图像才能进入电影和电视。:228-229
与电影类似，1989年之前，斯洛伐克民族起义在纪念场景中也有优先权：1976年斯洛伐克现有的2700多个当代历史政治纪念碑中，有1333个纪念起义。它们中的大多数是为了纪念周年而竖立的。1989年11月，布拉迪斯拉发最大的广场（SNP广场）成为推翻共产主义政权（天鹅绒革命）的大规模示威活动的舞台。:230-2312018年，斯洛伐克记者扬·库恰克被谋杀后，斯洛伐克自1989年以来最大规模的示威活动再次在SNP广场开始。
当代斯洛伐克民族起义有关的电影有：
- Rozhovor s nepriateľom （与敌人的对话），2006年
- Moje povstanie （我的起义），2014，短集故事片
- [Moje povstanie 2 https://www.youtube.com/watch?v=CFhT91FW2qY] （我的起义2），2019，故事片（53分钟）

## 备注
1. ↑  沃夫冈·费诺尔将斯洛伐克描述为“所谓的教权法西斯主义的典型案例”；然而，该术语本身以及斯洛伐克国家政权是否应被归类为“法西斯”或“宗教法西斯”的问题在历史学家中存在争议
2. ↑  这种选民支持关系到斯洛伐克的全体人民。另一方面，在斯洛伐克族选民中，支持人民党的选民比例接近50%。
3. ↑  克劳斯·舍恩赫尔错误地将10月28日定为班斯卡-比斯特里察沦陷的日子。实际上起义中心在前一天已经沦陷。[4]:270
4. ↑  欣德拉若娃错误地称该部队为“列宁”，事实上，它是在附近活动的约瑟夫·W·斯大林捷克斯洛伐克第一游击队的第九中队。[5]:186
5. ↑  流亡在外的斯洛伐克历史学家包括：米兰·杜里察、弗兰蒂谢克·弗努克和约瑟夫·基施鲍姆